# 2019冠状病毒病内蒙古自治区疫情
2019冠状病毒病内蒙古自治区疫情主要爆發於2020年內蒙古。本條目介绍2019冠状病毒病疫情在中华人民共和国内蒙古自治区发生的情况。

## 时间轴

### 2020年1月
1月23日，内蒙古自治区满洲里市发现1例2019冠状病毒感染的肺炎确诊病例。患者，男，30岁，家住武汉市，从事服装生意，21日自驾游到满洲里市后，直接到满洲里市人民医院急诊科就诊。目前该患者已在定点医院接受隔离治疗，病情平稳，目前追踪到密切接触者20人，正在接受医学观察。
1月25日，内蒙古卫健委通报錫林郭勒盟新增1例2019冠状病毒感染的肺炎确诊病例。
1月26日，内蒙古卫健委通报新增2019冠状病毒感染的肺炎确诊病例5例。
1月27日，内蒙古卫健委通报新增2019冠状病毒感染的肺炎确诊病例4例，其中包头市2例、兴安盟1例、通辽市1例，且均为三市首次确诊病例。
1月28日，内蒙古卫健委通报新增2019冠状病毒感染的肺炎确诊病例2例，其中包头市1例、赤峰市1例。
1月29日，内蒙古卫健委通报新增2019冠状病毒感染的肺炎确诊病例3例、新增重症病例1例、新增危重病例1例。新增3例确诊病例中，呼和浩特市2例、巴彦淖尔市1例，均为两市首次确诊病例；新增呼伦贝尔市危重病例1例、锡林郭勒盟重症病例1例。
1月30日，内蒙古自治区报告2019冠状病毒感染的肺炎新增确诊病例2例；确诊病例中新增重症病例2例、新增危重病例1例；新增疑似病例1例。新增确诊病例2例中，鄂尔多斯市达拉特旗1例、巴彦淖尔市五原县1例。
1月31日，内蒙古自治区报告2019冠状病毒感染的肺炎新增确诊病例2例；确诊病例中新增重症病例1例。新增确诊病例2例为乌兰察布市四子王旗1例、化德县1例。

### 2020年2月
2月1日，内蒙古自治区报告2019冠状病毒感染的肺炎新增确诊病例3例，新增出院病例1例，新增重症1例，重症转为普通病例1例。新增确诊病例3例为鄂尔多斯市达拉特旗2例、巴彦淖尔市临河区1例。新增出院病例1例为呼伦贝尔市的满洲里市确诊病例乐某，于31日痊愈出院。新增重症病例为巴彦淖尔五原县1例，重症转为普通病例为二连浩特市1例。
2月2日，内蒙古自治区报告2019冠状病毒感染的肺炎新增确诊病例4例。
2月3日，新增确诊病例7例。
2月4日，新增确诊病例1例。
2月5日，新增确诊病例7例。
2月6日，新增确诊病例4例，新增出院1例。
2月7日，新增确诊病例4例，新增出院1例。
2月8日，新增确诊病例2例，其中：包头市土默特右旗1例、通辽市的霍林郭勒市1例。新增出院1例。
2月9日，新增确诊病例2例，新增确诊病例为巴彦淖尔市乌拉特中旗赵某男、吴某女，系夫妻关系，家住天津市。赵某男在武汉市某企业供职，其妻吴某女在天津市居住，返回乌拉特中旗过年时发病。2月8日，夫妻二人经巴彦淖尔市疾控中心实验室核酸检测确诊为COVID-19确诊病例。流行病学调查仍在进行中。
2月10日，新增确诊病例4例，为通辽市霍林郭勒市3例、包头市东河区1例。截至2月10日10时，内蒙古自治区累计报告2019冠状病毒病确诊病例58例，其中鄂尔多斯市11例（达拉特旗9例、东胜区1例已痊愈出院、鄂托克前旗1例已痊愈出院）、包头市11例（土默特右旗7例、昆都仑区3例、东河区1例）、呼和浩特市7例(玉泉区3例、新城区2例、赛罕区1例、回民区1例)、巴彦淖尔市6例（五原县2例、临河区2例、乌拉特中旗2例）、通辽市6例（霍林郭勒市5例、经济开发区1例）、呼伦贝尔市5例（莫力达瓦旗3例、满洲里市1例已痊愈出院、牙克石市1例）、赤峰市4例（元宝山区2例、松山区1例已痊愈出院、林西县1例）、乌兰察布市3例（化德县2例、四子王旗1例）、乌海市海勃湾区2例、锡林郭勒盟2例（锡林浩特市1例、二连浩特市1例已痊愈出院）、兴安盟乌兰浩特市1例。

### 2020年3月
截至3月1日7时，由2月29日7时至3月1日7时期间，无新增2019冠状病毒病确诊病例，无新增疑似病例，确诊病例新增出院5例，疑似病例新增出院6例；累计报告2019冠状病毒病确诊病例75例，现存确诊病例24例，出院病例51例，重症病例2例，危重病例3例，疑似病例4例。其中现存确诊病例为：锡林郭勒盟6例（锡林浩特市2例、多伦县4例）、包头市5例（土默特右旗4例、昆都仑区1例）、通辽市的霍林郭勒市4例、呼和浩特市3例(玉泉区2例、赛罕区1例)、呼伦贝尔市莫力达瓦旗2例、巴彦淖尔市临河区1例、鄂尔多斯市达拉特旗1例、乌兰察布市化德县1例、赤峰市翁牛特旗1例；尚在接受医学观察的密切接触者160人，当日解除医学观察5人。
截至3月4日7时，内蒙古自治区累计报告COVID-19确诊病例75例，确诊病例治愈出院59例，死亡病例1例。
3月19日，内蒙古包头市最后1例确诊患者出院，至此，内蒙古已无本地确诊在院病例。
3月25日，内蒙古自治区报告新增境外输入性确诊病例2例。2例确诊患者均乘坐国航CA856航班，从首都国际机场分流到呼和浩特白塔国际机场，于3月23日抵达呼和浩特市，按照对入境人员疫情防控的相关要求进行了排查，经自治区、呼和浩特市两级专家会诊，诊断为2019冠状病毒病确诊病例。

### 2020年4月
4月6日7时至4月8日7时，内蒙古报告新增境外输入确诊病例6例，其中5例确诊病例均来自俄罗斯莫斯科。4月8日，满洲里公路口岸关闭。
4月10日7时至4月11日9时，内蒙古自治区报告新增境外输入确诊病例27例。
4月12日16时至4月13日7时，内蒙古自治区报告新增境外输入确诊病例1例。
4月27日7时至4月28日7时，内蒙古自治区新增境外输入确诊病例1例。
4月29日7时至4月30日7时，内蒙古自治区新增境外输入确诊病例1例。
4月30日7时至5月1日7时，内蒙古自治区新增本土确诊病例1例。

### 2020年5月
5月10日7时至5月11日7时，内蒙古新增境外输入确诊病例7例（均由首都机场国际航班分流至呼和浩特白塔国际机场，其中1例为之前报告的疑似病例）。
5月11日7时至5月12日7时，内蒙古自治区新增境外输入确诊病例1例（由首都机场国际航班分流至呼和浩特白塔国际机场），新增治愈出院1例（由满洲里市口岸入境）。
5月17日7时至5月18日7时，内蒙古自治区新增境外输入确诊病例4例。
5月24日7时至5月25日7时，内蒙古自治区新增境外输入确诊病例10例。
5月25日7时至5月26日7时，新增境外输入确诊病例5例。

### 2020年6月
5月31日7时至6月1日7时，新增境外输入确诊病例3例。
6月9日7时至6月10日7时，新增境外输入确诊病例2例、治愈出院4例。
6月15日7时至6月16日7时，新增境外输入确诊病例1例、治愈出院3例。

### 2020年7月
7月5日14时至7月7日7时，内蒙古自治区累积境外输入确诊病例2例。
7月7日7时至7月8日7时，内蒙古自治区报告新增境外输入确诊病例4例。
7月12日7时至7月13日7时，内蒙古自治区报告新增境外输入确诊病例4例。
7月19日7时至7月20日7时，内蒙古自治区报告新增境外输入确诊病例1例。
7月24日7时至7月25日7时，内蒙古自治区报告新增境外输入确诊病例1例。
7月25日7时至7月26日7时，内蒙古自治区报告新增境外输入确诊病例3例。
7月27日7时至7月28日7时，内蒙古自治区报告新增境外输入确诊病例1例。

### 2020年8月
8月11日7时至8月12日7时，内蒙古自治区报告新增境外输入确诊病例1例。
8月31日7时至9月1日7时，内蒙古自治区报告新增境外输入确诊病例1例。

### 2020年9月
9月20日7时至9月21日7时，内蒙古自治区报告新增境外输入确诊病例2例（由首都机场国际航班分流至呼和浩特白塔国际机场）。
9月27日7时至9月28日7时，内蒙古自治区报告新增境外输入确诊病例3例（均由首都机场国际航班分流至呼和浩特白塔国际机场）。

### 10月
10月4日7时至10月5日7时，内蒙古自治区报告新增境外输入确诊病例2例（由首都机场国际航班分流至呼和浩特白塔国际机场）。
10月11日7时至10月12日7时，内蒙古自治区报告新增境外输入确诊病例1例、治愈出院1例（均由首都机场国际航班分流至呼和浩特白塔国际机场）。
10月12日7时至10月13日7时，内蒙古自治区报告新增境外输入确诊病例1例（10月10日由首都机场国际航班分流至呼和浩特白塔国际机场的疑似病例转为确诊病例）。
10月15日7时至10月16日7时，内蒙古自治区报告新增境外输入确诊病例5例（均由首都机场国际航班分流至呼和浩特白塔国际机场）。
10月25日7时至10月26日7时，内蒙古自治区报告新增境外输入确诊病例2例（均由首都机场国际航班分流至呼和浩特白塔国际机场）。
10月26日7时至10月27日7时，内蒙古自治区报告新增境外输入确诊病例1例、治愈出院1例（均由首都机场国际航班分流至呼和浩特白塔国际机场）。
10月27日7时至10月28日7时，内蒙古自治区报告新增境外输入确诊病例1例（由首都机场国际航班分流至呼和浩特白塔国际机场）。
10月28日7时至10月29日7时，内蒙古自治区报告新增境外输入确诊病例8例（均由首都机场国际航班分流至呼和浩特白塔国际机场）。
10月30日7时至10月31日7时，内蒙古自治区报告新增境外输入确诊病例1例（由首都机场国际航班分流至呼和浩特白塔国际机场）。
10月31日7时至11月1日7时，内蒙古自治区报告新增境外输入确诊病例3例、治愈出院2例（均由首都机场国际航班分流至呼和浩特白塔国际机场）。

### 2020年11月
11月2日7时至11月3日7时，内蒙古自治区报告新增境外输入确诊病例4例（均由首都机场国际航班分流至呼和浩特白塔国际机场）。
11月3日7时至11月4日7时，内蒙古自治区报告新增境外输入确诊病例2例（其中1例为10月31日的疑似病例转为确诊病例，均由首都机场国际航班分流至呼和浩特白塔国际机场）。
11月4日7时至11月5日7时，内蒙古自治区报告新增境外输入确诊病例1例（均由首都机场国际航班分流至呼和浩特白塔国际机场）。
11月5日7时至11月6日7时，内蒙古自治区报告新增境外输入确诊病例2例（均由首都机场国际航班分流至呼和浩特白塔国际机场）。
11月6日7时至11月7日7时，内蒙古自治区报告新增境外输入确诊病例3例（其中1例为11月4日的疑似病例转为确诊病例，均由首都机场国际航班分流至呼和浩特白塔国际机场）。
11月8日7时至11月9日7时，内蒙古自治区报告新增境外输入确诊病例2例，治愈出院1例（均由首都机场国际航班分流至呼和浩特白塔国际机场）。
11月11日7时至11月12日7时，内蒙古自治区报告新增境外输入确诊病例1例，治愈出院1例（均由首都机场国际航班分流至呼和浩特白塔国际机场）。
11月12日7时至11月13日7时，内蒙古自治区报告新增境外输入确诊病例1例，治愈出院7例（均由首都机场国际航班分流至呼和浩特白塔国际机场）。
11月18日7时至11月19日7时，内蒙古自治区报告新增境外输入确诊病例1例（由首都机场国际航班分流至呼和浩特白塔国际机场）。
11月21日，内蒙古自治区报告新增本土新冠肺炎确诊病例2例，均为呼伦贝尔满洲里市确诊病例。其后，滿洲里市全城封锁，機場、火車及巴士均已停運，不能進出，已開出的車均已返回。滿洲里站自当日起暫停辦理客運業務。满洲里机场暂停全部“经呼飞”中转业务。滿洲里市新冠肺炎疫情防控工作指揮部发布公告，指出患者所居住的屋苑已經實行封閉管控，並表示近日嚴禁聚餐、宴會等大規模集聚活動；公共活動場所暫停營業；從嚴管理保障市民日常生產生活確需運營的場所；學校、幼兒園及培訓機構暫停教學活動；有關部門將組織為全體市民進行核酸檢測等。当晚11时起，满洲里市东山街道办事处和北区街道办事处划定为中风险地区。呼倫貝爾市衛健委宣布，該市已啟動新冠肺炎疫情防控Ⅲ級預警，預警時間將持續至2020年年底。此外，由于呼伦贝尔市扎赉诺尔区居民与满洲里市居民往来较为密切，扎赉诺尔区与满洲里市同步开展全员核酸检测，并禁止聚餐、宴会等大规模集聚活动，公共活动场所暂停营业，保障居民日常生产生活确需运营的场所实行从严管理。学校、幼儿园及培训机构暂停教学活动。
11月23日7时至11月24日7时，内蒙古自治区报告新增境外输入确诊病例1例（由首都机场国际航班分流至呼和浩特白塔国际机场）。
11月24日起，为配合疫情防控工作，满洲里市公交线路全部临时停运。
11月25日7时至11月26日7时，内蒙古自治区报告满洲里市新增本土确诊病例9例（其中2例为之前的无症状感染者转为确诊病例）。
11月26日，内蒙古自治区新冠肺炎疫情防控指挥部召开新闻发布会。会上介绍，满洲里市本次疫情呈现出家庭聚集性，病例中有两人为夫妻关系，两人为母子关系，两人为祖孙关系；也呈现出学校的班级聚集性，病例中有4人同为满洲里市第三中学同一班级学生，一人为该班教师；此外，还呈现出小区的聚集性，病例中有五人同为同一小区住户，有三人同另一小区的住户，散发病例三人。当日发布会还发布了满洲里市确诊病例包某某、孙某某两例病例基因测序的结果，两病例的病毒基因序列，与俄罗斯流行株高度同源。
11月29日7时至11月30日7时，满洲里新增本土确诊病例3例（其中1例为无症状感染者转为确诊病例）、无症状感染者3例，治愈出院2例。
11月30日7时至12月1日7时，内蒙古自治区报告满洲里市新增本土确诊病例4例（其中3例为无症状感染者转为确诊病例，1例为之前确诊病例的密切接触者）、无症状感染者1例，治愈出院1例（由首都机场国际航班分流至呼和浩特白塔国际机场）。当日，满洲里市疫情防控工作指挥部决定，进一步强化公路、铁路口岸管控措施。

### 2020年12月
12月1日，內蒙古新冠肺炎疫情防控指揮部消息指，滿洲里第二輪全員核酸檢測累計採樣203378人，有8人對新冠病毒呈陽性反應。經專家組臨床診斷，7人為確診個案、1人為無症狀感染者。当日，内蒙古自治区报告满洲里市新增本土确诊病例2例（其中1例为无症状感染者转为确诊病例，1例为之前确诊病例的密切接触者）。
12月2日，满洲里市东山街道办事处划定为高风险地区。满洲里市将于3日8时起开展第三轮全员核酸检测。
12月3日7时至12月4日7时，内蒙古自治区报告满洲里市新增本土确诊病例3例（1例为无症状感染者转为确诊病例，2例为之前确诊病例的密切接触者）。
12月6日7时至12月7日7时，内蒙古自治区报告满洲里市新增本土确诊病例3例（均为之前确诊病例的密切接触者或密切接触者的密切接触者，均在集中隔离人员中检出），治愈出院2例（1例为满洲里市本土病例、1例由首都机场国际航班分流至呼和浩特白塔国际机场）。
12月9日7时至12月10日7时，内蒙古自治区报告满洲里市新增本土确诊病例1例（为之前确诊病例的密切接触者，在集中隔离点检出），治愈出院1例（由首都机场国际航班分流至呼和浩特白塔国际机场）。
12月13日7时至12月14日7时，内蒙古自治区报告新增境外输入确诊病例1例（由首都机场国际航班分流至呼和浩特白塔国际机场）。
12月14日7时至12月15日7时，内蒙古自治区报告新增境外输入确诊病例4例（由首都机场国际航班分流至呼和浩特白塔国际机场），治愈出院1例（为满洲里市本土确诊病例）。
12月19日7时至12月20日7时，内蒙古自治区报告新增境外输入确诊病例2例（均由首都机场国际航班分流至呼和浩特白塔国际机场）。
12月20日7时至12月21日7时，内蒙古自治区报告新增境外输入确诊病例6例（均由首都机场国际航班分流至呼和浩特白塔国际机场）。
12月21日7时至12月22日7时，内蒙古自治区报告新增境外输入确诊病例2例（均由首都机场国际航班分流至呼和浩特白塔国际机场）。
12月24日0时起，扎赉诺尔区第四街道由中风险地区调整为低风险地区。至此，满洲里市区、扎赉诺尔区各相关街道全部为低风险地区。
12月27日7时至12月28日7时，内蒙古自治区报告新增境外输入确诊病例6例（均由首都机场国际航班分流至呼和浩特白塔国际机场）。
12月28日7时至12月29日7时，内蒙古自治区报告新增境外输入确诊病例1例、治愈出院3例（均由首都机场国际航班分流至呼和浩特白塔国际机场）。
12月29日7时至12月30日7时，内蒙古自治区报告新增境外输入确诊病例2例（均由首都机场国际航班分流至呼和浩特白塔国际机场）。
12月30日7时至12月31日7时，内蒙古自治区报告新增境外输入确诊病例3例、治愈出院1例（均由首都机场国际航班分流至呼和浩特白塔国际机场）。

### 2021年1月
1月2日7时至1月3日7时，内蒙古自治区报告新增境外输入确诊病例1例、治愈出院1例（均由首都机场国际航班分流至呼和浩特白塔国际机场）。
1月3日7时至1月4日7时，内蒙古自治区报告新增境外输入确诊病例1例、治愈出院4例（均由首都机场国际航班分流至呼和浩特白塔国际机场）。

### 2021年2月
2月13日7时至14日7时，内蒙古自治区新增境外输入确诊病例1例（由首都机场国际航班分流至呼和浩特白塔国际机场）。

### 2021年3月
3月7日7时至3月8日7时，内蒙古自治区新增境外输入确诊病例1例（由首都机场国际航班分流至呼和浩特白塔国际机场）。
3月13日7时至3月14日7时，内蒙古自治区新增境外输入确诊病例1例（由首都机场国际航班分流至呼和浩特白塔国际机场）。
3月20日7时至3月21日7时，内蒙古自治区新增境外输入确诊病例1例（由首都机场国际航班分流至呼和浩特白塔国际机场）。
3月23日7时至3月24日7时，内蒙古自治区新增境外输入确诊病例1例（由首都机场国际航班分流至呼和浩特白塔国际机场）。
3月27日7时至3月28日7时，内蒙古自治区报告无新增疑似病例和无症状感染者，新增境外输入确诊病例3例（均由首都机场国际航班分流至呼和浩特白塔国际机场）。
3月31日7时至4月1日7时，内蒙古自治区报告无新增疑似病例和无症状感染者，新增境外输入确诊病例1例（由首都机场国际航班分流至呼和浩特白塔国际机场）。

### 2021年4月
4月4日7时至4月5日7时，内蒙古自治区新增境外输入确诊病例1例（由首都机场国际航班分流至呼和浩特白塔国际机场）。
4月7日7时至4月8日7时，内蒙古自治区新增境外输入确诊病例1例（由首都机场国际航班分流至呼和浩特白塔国际机场）。
4月16日7时至4月17日7时，内蒙古自治区新增境外输入确诊病例1例、治愈出院1例（均由首都机场国际航班分流至呼和浩特白塔国际机场）。
4月17日7时至4月18日7时，内蒙古自治区新增境外输入确诊病例1例（由首都机场国际航班分流至呼和浩特白塔国际机场）。
4月26日7时至4月27日7时，内蒙古自治区新增境外输入确诊病例1例（由首都机场国际航班分流至呼和浩特白塔国际机场）。

### 2021年5月
5月2日7时至5月3日7时，内蒙古自治区新增境外输入确诊病例1例（由首都机场国际航班分流至呼和浩特白塔国际机场）。
5月4日7时至5月5日7时，内蒙古自治区新增境外输入确诊病例1例（为之前的疑似病例，由首都机场国际航班分流至呼和浩特白塔国际机场）。
5月12日7时至5月13日7时，内蒙古自治区新增境外输入确诊病例1例（为之前的疑似病例，由首都机场国际航班分流至呼和浩特白塔国际机场）。
5月15日7时至5月16日7时，内蒙古自治区新增境外输入确诊病例1例、治愈出院1例（均由首都机场国际航班分流至呼和浩特白塔国际机场）。
5月23日7时至5月24日7时，内蒙古自治区新增境外输入确诊病例1例、治愈出院1例（均由首都国际航班分流至呼和浩特白塔国际机场）。
5月26日7时至5月27日7时，内蒙古自治区新增境外输入确诊病例1例（由首都机场国际航班分流至呼和浩特白塔国际机场）。
5月29日7时至5月30日7时，内蒙古自治区新增境外输入确诊病例1例（由首都机场国际航班分流至呼和浩特白塔国际机场）。

### 2021年6月
6月3日7时至6月4日7时，内蒙古自治区新增境外输入确诊病例1例（为之前的无症状感染者转为确诊病例，由二连浩特公路口岸入境）。
6月7日7时至6月8日7时，内蒙古自治区新增境外输入确诊病例2例（均由首都机场国际航班分流至呼和浩特白塔国际机场）。
6月12日7时至6月13日7时，内蒙古自治区新增境外输入确诊病例2例（均由首都机场国际航班分流至呼和浩特白塔国际机场）。
6月13日7时至6月14日7时，内蒙古自治区新增境外输入确诊病例1例（由首都机场国际航班分流至呼和浩特白塔国际机场）。
6月21日7时至6月22日7时，内蒙古自治区新增境外输入确诊病例1例（由首都机场国际航班分流至呼和浩特白塔国际机场）。

### 2021年7月
7月11日7时至7月12日7时，内蒙古自治区报告新增境外输入确诊病例3例（均由首都机场国际航班分流至呼和浩特白塔国际机场）。
7月17日7时至7月18日7时，内蒙古自治区新增境外输入确诊病例1例（由首都机场国际航班分流至呼和浩特白塔国际机场）。
7月18日7时至7月19日7时，内蒙古自治区新增境外输入确诊病例1例（由首都机场国际航班分流至呼和浩特白塔国际机场）。
7月24日7时至7月25日7时，内蒙古自治区新增境外输入确诊病例2例、治愈出院3例（均由首都机场国际航班分流至呼和浩特白塔国际机场）。
7月25日7时至7月26日7时，内蒙古自治区报告新增境外输入确诊病例2例（均由首都机场国际航班分流至呼和浩特白塔国际机场）。
7月31日7时至8月1日7时，内蒙古自治区报告无新增疑似病例和无症状感染者，新增境外输入确诊病例2例（均由首都机场国际航班分流至呼和浩特白塔国际机场）。

### 2021年8月
8月1日7时至8月2日7时，内蒙古自治区新增境外输入确诊病例3例（均由首都机场国际航班分流至呼和浩特白塔国际机场）。
8月5日，呼伦贝尔市海拉尔区新增本土确诊病例1例。
8月8日7时至8月9日7时，内蒙古自治区新增境外输入确诊病例1例（由首都机场国际航班分流至呼和浩特白塔国际机场）。
8月18日7时至8月19日7时，内蒙古自治区新增境外输入确诊病例1例（由首都机场国际航班分流至呼和浩特白塔国际机场）。
8月20日7时至8月21日7时，内蒙古自治区新增境外输入确诊病例1例（由首都机场国际航班分流至呼和浩特白塔国际机场）。

### 2021年9月
9月4日7时至9月5日7时，内蒙古自治区新增境外输入确诊病例2例（均由首都机场国际航班分流至呼和浩特白塔国际机场）。
9月11日7时至9月12日7时，内蒙古自治区新增境外输入确诊病例2例（均由首都机场国际航班分流至呼和浩特白塔国际机场）。
9月25日7时至9月26日7时，内蒙古自治区新增境外输入确诊病例2例（均由首都机场国际航班分流至呼和浩特白塔国际机场）。
9月30日7时至10月1日7时，内蒙古自治区新增境外输入确诊病例1例（由首都机场国际航班分流至呼和浩特白塔国际机场）。

### 2021年10月
10月3日7时至10月4日7时，内蒙古自治区新增境外输入确诊病例1例（由首都机场国际航班分流至呼和浩特白塔国际机场）。
10月10日7时至10月11日7时，内蒙古自治区新增境外输入确诊病例1例，治愈出院1例（均由首都机场国际航班分流至呼和浩特白塔国际机场）。
10月13日7时至10月14日7时，内蒙古自治区新增本土确诊病例1例（在二连浩特市），为二连浩特市汇通物流园区闭环管理人员。当地已宣布于10月14日中午12时在全市范围内启动全员核酸检测，10月14日24时前完成第一轮全员核酸检测。二连浩特市各机关企事业单位停工停产，各大中小学、幼儿园停课，各类经营场所暂停营业。
10月16日7时至10月17日7时，内蒙古自治区报告新增本土确诊病例1例（在二连浩特市），为10月13日报告病例的密切接触者（集中隔离医学观察人员）。
10月18日7时至10月19日10时，内蒙古自治区新增本土确诊病例7例，其中阿拉善盟额济纳旗5例，二连浩特市2例。二连浩特市锡林社区、西城社区、额济纳旗达来呼布镇调整为中风险地区。阿拉善盟发布公告，全盟各级党政机关、企事业单位人员带头，非必要不离盟；暂停举办线下各类培训会议、展览展销、文艺演出、体育竞赛等群体性活动，已经筹备召开的一律延期或取消。额济纳旗启动IV级应急响应机制。关闭出入额济纳旗通道和策克口岸，实行临时管控，启动全员核酸检测，暂停呼和浩特至额济纳的K7911/K7912次列车；暂停所有景区、公共活动场所以及营运车辆运营；学校停课；对流调涉及的重点区域实行临时封闭管理。另外根据酒泉卫星发射中心及地方政府相关规定，包括快舟一号甲遥五任务在内的一系列任务相关工作暂停，快舟一号甲火箭试验队全体队员紧急进入半封闭管理状态。
10月19日10时至10月20日7时，内蒙古自治区报告新增本土确诊病例3例（在锡林郭勒盟二连浩特市）。
10月20日7时至10月21日10时，内蒙古自治区新增本土确诊病例3例（锡林郭勒盟二连浩特市2例，阿拉善盟阿拉善左旗1例）。
10月21日，额济纳旗在第一轮全员核酸检测中，确认新增8例新冠肺炎确诊病例，已全部转入定点医院医治，同时达来呼布镇划定为高风险地区。10月21日10时至10月22日7时，内蒙古自治区新增本土确诊病例15例（阿拉善盟额济纳旗14例，锡林郭勒盟二连浩特市1例）。
10月22日7时至10月23日10时30分，内蒙古自治区新增本土确诊病例9例(呼和浩特市土左旗2例，锡林郭勒盟二连浩特市2例，阿拉善盟额济纳旗5例)、疑似病例1例(在呼和浩特市赛罕区)。
10月23日，呼和浩特市宣布取消大型会议、赛事、展销（促销）、年会、论坛、宴会等各类聚集性活动；家庭私人聚餐等应控制在10人以下；暂时关闭全市所有电影院、KTV、健身房、游泳馆、网吧、洗浴等文体娱乐场所。同日，中共额济纳旗委员会发布通报称，因疫情防控履职不力，多名官员被问责。
10月23日10时30分至24日11时，内蒙古自治区报告新增本土确诊病例10例（呼和浩特市新城区1例，锡林郭勒盟二连浩特市2例，阿拉善盟额济纳旗7例）。无新增新冠肺炎疑似病例和无症状感染者。24日12时至24日22時，额济纳旗确认新增12例本土新冠肺炎确诊病例，至25日7时，二连浩特市新增确诊病例1例，新增境外输入疑似病例1例（由首都机场国际航班分流至呼和浩特白塔国际机场）。
10月25日起，额济纳旗对广大居民和游客实行足不出户（店）的居家抗疫措施。10月25日7时至10月26日8时，内蒙古自治区报告新增本土确诊病例36例（鄂尔多斯市伊金霍洛旗1例，阿拉善盟额济纳旗35例）。10月26日，额济纳旗旗委书记被免职。
10月26日8时至10月27日7时，内蒙古自治区新增本土确诊病例12例（锡林郭勒盟二连浩特市1例，阿拉善盟额济纳旗11例）。
10月27日0—24时，内蒙古自治区新增本土确诊病例7例（均在阿拉善盟额济纳旗）。
10月28日0—24时，内蒙古自治区新增本土确诊病例19例（锡林郭勒盟二连浩特市1例，阿拉善盟额济纳旗18例），新增境外输入确诊病例1例（由首都机场国际航班分流至呼和浩特白塔国际机场，为之前的疑似病例转为确诊病例）。
10月29日，内蒙古自治区新增本土确诊病例19例（锡林郭勒盟二连浩特市1例，阿拉善盟额济纳旗18例），新增境外输入确诊病例2例（由首都机场国际航班分流至呼和浩特白塔国际机场）。阿拉善盟文化旅游广电局党组书记、局长兼盟文物局局长孙建军被免职。
截至10月30日12时，内蒙古自治区新增本土确诊病例6例。截至24时，内蒙古自治区新增本土确诊病例10例（均在阿拉善盟额济纳旗），新增境外输入确诊病例2例（由首都机场国际航班分流至呼和浩特白塔国际机场）。
10月31日0-12时，新增3例本土确诊病例。截至24时，新增境外输入确诊病例1例（由首都机场国际航班分流至呼和浩特白塔国际机场）；新增本土确诊病例6例（锡林郭勒盟二连浩特市1例，阿拉善盟额济纳旗5例）。

### 2021年11月
11月1日，内蒙古自治区新增本土确诊病例2例（均在阿拉善盟额济纳旗）。同日，内蒙古额济纳旗通报6起疫情防控工作违纪违规问题，涉事官员均予以全旗通报批评。
11月2日，内蒙古自治区新增本土确诊病例6例（均在阿拉善盟额济纳旗）。
11月3日，内蒙古自治区新增本土确诊病例2例（均为阿拉善盟额济纳旗）。
11月4日，内蒙古自治区新增本土确诊病例2例（均为阿拉善盟额济纳旗）。当日二连浩特市通报，5位市民先后向指挥部流调溯源组报告本人收到蒙古国代购商品，经市疾控中心核酸检测，部分商品检测结果呈阳性。
11月5日，内蒙古自治区新增本土确诊病例1例（为阿拉善盟额济纳旗）。
11月7日，内蒙古自治区新增境外输入确诊病例1例（由首都机场国际航班分流至呼和浩特白塔国际机场）。新增本土确诊病例1例（为锡林郭勒盟二连浩特市）。
11月9日，内蒙古自治区新增本土无症状感染者1例（在阿拉善盟额济纳旗）。
11月11日，内蒙古自治区报告新增境外输入确诊病例1例（由首都机场国际航班分流至呼和浩特白塔国际机场）。新增本土无症状感染者2例（均为阿拉善盟额济纳旗）。额济纳旗达来呼布镇社会面连续14日无新增确诊病例或无症状感染者，自当日起调整为低风险地区，内蒙古中高风险地区清零。
11月12日，内蒙古自治区新增本土确诊病例4例（均为阿拉善盟额济纳旗，含3例由无症状感染者转为确诊病例）。
11月27日下午4时至28日中午12时，满洲里新增确诊病例17例，无症状感染者1例。满洲里市东山街道办事处怡园社区调整为高风险地区，南区街道办事处阜城社区调整为中风险地区。当地集贸市场、文体休闲娱乐等场所暂停营业，餐饮堂食、婚丧嫁娶、线下会议、宗教礼拜等聚集性活动暂停；全市出租车、公交车等公共交通暂停营运；全市所有个体诊所、门诊部、社区卫生服务中心（站）停诊，各医院、卫生院除急诊、透析、孕产妇、肿瘤化疗等必要开设治疗的科室外，其余科室暂停接诊患者；保障市民日常生产生活确需运营的场所执行从严管理；福利机构、养老服务机构实行全封闭管理，禁止人员进出；学校、幼儿园及培训机构暂停线下教学活动。公安部门对全市各交通道路和市区出入口进行严格管控，生活保障车辆由市疫情防控工作指挥部批准后出入；所有车辆及人员禁止离满。11月28日16—24时，内蒙古自治区报告新增本土确诊病例1例（在呼伦贝尔满洲里市）。
11月29日，通辽市科尔沁区报告新增1例本土新冠肺炎确诊病例、1例无症状感染者。科尔沁区钱家店镇孔家村调整为中风险地区。当日内蒙古自治区新增本土确诊病例21例（其中：呼伦贝尔满洲里市6例、扎赉诺尔区13例，含2例由无症状感染者转为确诊病例；满洲里市关联确诊病例2例，在通辽市科尔沁区）。
11月30日，内蒙古自治区新增本土确诊病例91例（呼伦贝尔满洲里市72例、扎赉诺尔区19例），新增本土无症状感染者2例（均为呼伦贝尔市新巴尔虎右旗）。

### 2021年12月
12月1日0时至14时，内蒙古满洲里市新增确诊病例12例。截至当日24时，内蒙古自治区新增本土确诊病例53例（均为呼伦贝尔满洲里市），新增本土无症状感染者1例（为呼伦贝尔市新巴尔虎右旗）。
12月2日，内蒙古自治区新增本土确诊病例56例（均为呼伦贝尔满洲里市）。
12月3日0时至14时，满洲里新增24例新冠肺炎确诊病例。截至当日24时，内蒙古自治区新增本土确诊病例61例（呼伦贝尔满洲里市58例、新巴尔虎右旗3例），含3例由无症状感染者转为确诊病例（均在呼伦贝尔市新巴尔虎右旗）。
12月4日，内蒙古自治区新增本土确诊病例30例（均为呼伦贝尔满洲里市），新增本土无症状感染者4例（呼伦贝尔满洲里市3例、新巴尔虎右旗1例）。满洲里市扎赉诺尔区公安局副局长赵辉、满洲里市总工会副主席宿卫东在疫情防控工作中存在大局意识不强、履行职责不力、工作推诿拖沓等问题，经满洲里市委研究决定，给予二人免职处理。
12月5日，呼伦贝尔市多名领导干部因疫情防控不力被免职。当日内蒙古自治区新增本土确诊病例28例（呼伦贝尔满洲里市27例、新巴尔虎右旗1例），含4例由无症状感染者转为确诊病例（呼伦贝尔满洲里市3例、新巴尔虎右旗1例）。新增本土无症状感染者2例（均在呼伦贝尔满洲里市）。
12月6日，内蒙古自治区新增本土确诊病例55例（均为呼伦贝尔满洲里市），含2例由无症状感染者转为确诊病例（均为呼伦贝尔满洲里市）。
12月7日，内蒙古自治区新增本土确诊病例34例（呼伦贝尔满洲里市32例、新巴尔虎右旗2例），含1例由无症状感染者转为确诊病例（为呼伦贝尔市新巴尔虎右旗）。
12月8日，内蒙古自治区新增本土确诊病例42例（均为呼伦贝尔满洲里市）。
12月9日，内蒙古自治区新增本土确诊病例24例（均为呼伦贝尔满洲里市）。
12月10日，内蒙古自治区新增本土确诊病例15例（呼伦贝尔满洲里市12例、新巴尔虎右旗3例）。
12月11日，满洲里市临床医师刘某某2日被确诊后，在流调组开展流调过程中，刘某某因担心其母亲、儿子被判定为密切接触者集中隔离，故意提供虚假住址，瞒报行程，造成疫情扩散重大风险隐患。刘某某已被警方立案侦查，同时被满洲里市纪委监委开除党籍。当日内蒙古自治区新增本土确诊病例10例（均为呼伦贝尔满洲里市）。
12月12日，内蒙古自治区新增本土确诊病例5例（均为呼伦贝尔满洲里市）。
12月13日，内蒙古自治区新增本土确诊病例5例（均为呼伦贝尔满洲里市）。
12月14日，内蒙古自治区新增本土确诊病例3例（均为呼伦贝尔满洲里市）。
12月15日，内蒙古自治区新增本土确诊病例2例（均为呼伦贝尔满洲里市）。
12月16日，内蒙古自治区新增本土确诊病例4例（呼伦贝尔满洲里市3例、新巴尔虎右旗1例）。
12月17日，内蒙古自治区新增本土确诊病例1例（为呼伦贝尔满洲里市）。
12月19日，内蒙古自治区新增境外输入确诊病例7例（均由首都机场国际航班分流至呼和浩特白塔国际机场）。

### 2022年1月
1月2日，内蒙古自治区新增境外输入确诊病例5例（均由首都机场国际航班分流至呼和浩特白塔国际机场）。

### 2022年2月
2月15日，满洲里市发现5例新冠肺炎核酸检测阳性人员。该市发布通告称，要求市民非必要不出小区；全市各交通道路和市区出入口实行严格交通管制。当日内蒙古自治区新增本土确诊病例7例（呼和浩特市玉泉区1例、赛罕区1例，呼伦贝尔满洲里市5例）。截至2月16日上午，呼和浩特市累计报告确诊病例3例，均为环卫工人。当地暂停运营大型灯会宴会，药店暂停销售退热等四类药品，部分场所也开始暂停营业。呼和浩特市自2022年2月15日起进入预警期，预警级别Ⅲ级，预警时间从预警通告发布之日持续到2022年底。
2月16日，内蒙古自治区新增本土确诊病例3例（呼和浩特市玉泉区1例、赛罕区1例、土左旗1例）。
2月17日，内蒙古自治区报告新增本土确诊病例22例，其中呼和浩特市21例（新城区11例、玉泉区1例、赛罕区5例、回民区1例、土默特左旗2例、武川县1例），包头市1例（在昆都仑区）。
2月18日，内蒙古自治区报告新增本土确诊病例46例，其中呼和浩特市42例（新城区4例、玉泉区2例、回民区4例、赛罕区10例、土默特左旗2例、武川县17例、和林格尔县3例），包头市4例（昆都仑区3例、达尔罕茂明安联合旗1例）。
2月19日，内蒙古自治区报告新增本土确诊病例65例，其中呼和浩特市63例（新城区15例、回民区4例、玉泉区9例、赛罕区18例、土默特左旗15例、武川县2例），包头市2例（昆都仑区1例、达尔罕茂明安联合旗1例）。新增本土无症状感染者1例（在包头市达尔罕茂明安联合旗）。新增病例均为重点人群、集中隔离点、管控区和封控区核酸检测阳性。截至2月20日14时，呼和浩特市累计报告本土新冠肺炎确诊病例146例。
2月20日，内蒙古自治区报告新增本土确诊病例32例（含1例由无症状感染者转为确诊病例），其中呼和浩特市30例（新城区6例、回民区8例、玉泉区6例、赛罕区3例、土默特左旗4例、武川县3例），包头市1例（在达尔罕茂明安联合旗，由无症状感染者转为确诊病例），巴彦淖尔市1例（在乌拉特前旗）。新增病例均为重点人群、集中隔离点和封控区核酸检测阳性。
2月21日，内蒙古自治区报告新增本土确诊病例20例，其中呼和浩特市18例，包头市1例，巴彦淖尔市1例。新增无症状感染者2例（均在巴彦淖尔市）。新增病例均为重点人群、集中隔离点、封控区和管控区核酸检测阳性。
2月22日，内蒙古自治区报告新增本土确诊病例47例（含1例由无症状感染者转为确诊病例），其中呼和浩特市39例，包头市7例，巴彦淖尔市1例（由无症状感染者转为确诊病例）。
2月23日，内蒙古自治区报告新增本土确诊病例40例，其中呼和浩特市37例，包头市3例。
2月24日，内蒙古自治区报告新增本土确诊病例30例，其中呼和浩特市28例，包头市2例。
2月25日，内蒙古自治区报告新增本土确诊病例32例，其中呼和浩特市30例，呼伦贝尔市2例。
2月26日，内蒙古自治区报告新增本土确诊病例38例，其中呼和浩特市35例，包头市1例，呼伦贝尔市2例。
2月27日，内蒙古自治区报告新增本土确诊病例11例（均在呼和浩特市）。
2月28日，内蒙古自治区报告新增本土确诊病例14例，其中呼和浩特市13例、包头市1例。新增本土疑似病例1例（在呼和浩特市）。

### 2022年3月
3月1日，内蒙古自治区报告新增本土确诊病例16例（均在呼和浩特市），含1例由疑似病例转为确诊病例。
3月2日，内蒙古自治区报告新增本土确诊病例7例，其中呼和浩特市6例、包头市1例。
3月3日，内蒙古自治区报告新增本土确诊病例9例（均在呼和浩特市）。
3月4日，内蒙古自治区报告新增本土确诊病例8例，其中呼和浩特市5例、呼伦贝尔市3例。同日，满洲里市在新冠病毒核酸检测筛查中检出2例阳性人员。3月4日、5日组织辖区居民开展了两轮大规模核酸检测，各检出1名阳性人员，均为集中隔离的密切接触者。截至3月6日14时，满洲里市本轮疫情累计报告新冠肺炎确诊病例4例。
3月5日，内蒙古自治区报告新增本土确诊病例9例，其中呼和浩特市7例、呼伦贝尔市1例、鄂尔多斯市1例。
3月6日，内蒙古自治区报告新增本土确诊病例7例，其中呼和浩特市3例、包头市1例、呼伦贝尔市1例、鄂尔多斯市2例。
3月7日，内蒙古自治区报告新增本土确诊病例2例（均在呼和浩特市）。
3月8日，内蒙古自治区报告新增本土确诊病例3例，其中呼和浩特市2例、阿拉善盟1例。新增本土无症状感染者1例（在阿拉善盟）。
3月9日，内蒙古自治区报告新增本土确诊病例3例（均在呼和浩特市）。
3月10日，内蒙古自治区报告新增本土确诊病例2例，其中呼和浩特市1例、阿拉善盟1例（由无症状感染者转为确诊病例）。
3月11日，内蒙古自治区报告新增本土确诊病例1例（在呼和浩特市）。
3月12日，内蒙古自治区报告新增本土确诊病例1例（在呼伦贝尔市）。
3月15日，内蒙古自治区报告新增本土无症状感染者1例（在通辽市）。
3月16日，内蒙古自治区报告新增本土无症状感染者4例（均在通辽市）。
3月17日，内蒙古自治区报告新增本土确诊病例7例，其中呼和浩特市3例、通辽市4例（含3例由无症状感染者转为确诊病例）。新增本土无症状感染者3例，其中呼和浩特市2例、通辽市1例。
3月18日，内蒙古自治区报告新增本土无症状感染者6例，其中呼和浩特市5例、通辽市1例。
3月19日，内蒙古自治区报告新增本土无症状感染者8例，其中呼和浩特市7例、通辽市1例。
3月20日，内蒙古自治区报告新增本土确诊病例2例（均在呼和浩特市），本土无症状感染者5例（均在呼和浩特市）。
3月21日，内蒙古自治区报告新增本土确诊病例2例，其中呼和浩特市1例（为无症状感染者转为确诊病例）、通辽市1例，本土无症状感染者3例（均在呼和浩特市）。
3月23日，内蒙古自治区报告新增本土无症状感染者4例，其中呼和浩特市1例、通辽市3例。
3月25日，内蒙古自治区报告新增本土确诊病例4例，其中呼和浩特市3例（均由无症状感染者转为确诊病例）、通辽市1例。
3月26日，内蒙古自治区报告新增本土无症状感染者2例,均在呼和浩特市（通过集中隔离点密接者筛查发现）。
3月27日，内蒙古自治区报告新增本土无症状感染者1例,在通辽市（通过集中隔离点密接者筛查发现）。
3月29日，内蒙古自治区报告新增境外输入确诊病例1例（在赤峰市）。本土无症状感染者1例（在赤峰市）。
3月30日，内蒙古自治区报告新增本土确诊病例1例，在赤峰市（由无症状感染者转为确诊病例）。
3月31日，内蒙古自治区报告新增本土无症状感染者2例，均在呼和浩特市（通过集中隔离点密接者筛查发现）。

### 2022年4月
4月4日，内蒙古自治区报告新增本土确诊病例1例，在通辽市（通过集中隔离点核酸检测筛查发现）。本土无症状感染者1例，在通辽市（通过集中隔离点核酸检测筛查发现）。
4月6日，内蒙古自治区报告新增本土确诊病例1例，在通辽市（由无症状感染者转为确诊病例）。本土无症状感染者1例，在通辽市（通过集中隔离点核酸检测筛查发现）。
4月7日，内蒙古自治区报告新增本土确诊病例2例，其中兴安盟1例、通辽市1例（均通过集中隔离点核酸检测筛查发现）。
4月8日，内蒙古自治区报告新增本土无症状感染者1例，在兴安盟（通过集中隔离点核酸检测筛查发现）。
4月11日，内蒙古自治区报告新增本土确诊病例1例（在赤峰市）。
4月12日，内蒙古自治区报告新增本土无症状感染者1例，在兴安盟（通过集中隔离点核酸检测筛查发现）。
4月13日，内蒙古自治区报告新增本土无症状感染者3例，其中兴安盟2例、乌海市1例。
4月14日，内蒙古自治区报告新增本土确诊病例2例（均在巴彦淖尔市）。本土无症状感染者2例（均在兴安盟）。
4月15日，内蒙古自治区报告新增本土确诊病例1例（在兴安盟）。本土无症状感染者1例（在兴安盟）。
4月16日，内蒙古自治区报告新增本土无症状感染者2例，其中呼和浩特市1例、兴安盟1例。
4月17日，内蒙古自治区报告新增本土确诊病例1例（在赤峰市）。
4月18日，内蒙古自治区报告新增境外输入确诊病例1例（由首都机场国际航班分流至呼和浩特白塔国际机场）。
4月20日，内蒙古自治区报告新增本土确诊病例1例（在呼伦贝尔市）。
4月22日，内蒙古自治区报告新增境外输入确诊病例6例（均由首都机场国际航班分流至呼和浩特白塔国际机场）。当日起满洲里市对阳性人员所在平房区实行24小时封控管理，执行“足不出户”要求，严禁人员、车辆出入。4月23日4时起，满洲里市对市区及扎区所有居民小区进行24小时值守管控；对全市各交通道路和市区出入口实行严格交通管制；关停全市所有商业网点；公路客运车辆、公交车、出租车等公共交通设施停运，国内机场航班停飞，铁路客运列车停发。
4月23日，内蒙古自治区报告新增本土确诊病例5例（均在呼伦贝尔市，在满洲里市应检尽检人群中检出），境外输入确诊病例1例（由首都机场国际航班分流至呼和浩特白塔国际机场）。
4月24日，内蒙古自治区报告新增本土确诊病例9例（均在呼伦贝尔市）。境外输入确诊病例1例（由首都机场国际航班分流至呼和浩特白塔国际机场）。
4月25日，内蒙古自治区报告新增本土确诊病例6例，其中包头市3例、呼伦贝尔市3例。境外输入确诊病例1例（由首都机场国际航班分流至呼和浩特白塔国际机场）。4月25日20时起，包头市昆都仑区、青山区、东河区、九原区、稀土高新区、石拐区范围内实行一周静止状态，街道小区实行封闭管理。
4月26日，内蒙古自治区报告新增本土确诊病例7例（均在呼伦贝尔市）。
4月27日，内蒙古自治区报告新增本土确诊病例9例（均在呼伦贝尔市）。
4月28日，内蒙古自治区报告新增本土确诊病例3例（均在呼伦贝尔市）。
4月29日，内蒙古自治区报告新增本土确诊病例6例（均在呼伦贝尔市）。
4月30日，内蒙古自治区报告新增本土确诊病例2例（均在呼伦贝尔市）。

### 2022年5月
5月1日，内蒙古自治区报告新增本土确诊病例1例（在呼伦贝尔市）。
5月2日，内蒙古自治区报告新增本土确诊病例1例（在呼伦贝尔市）。
5月7日，内蒙古自治区报告新增本土确诊病例1例（在赤峰市）。

### 2022年6月
6月2日，二连浩特市在核酸检测中检出4例新冠病毒初筛阳性人员，全市进入静默状态，实行严格管制。当日内蒙古自治区报告新增本土确诊病例3例（均在锡林郭勒盟）。本土无症状感染者4例，其中呼和浩特市1例、锡林郭勒盟2例、乌兰察布市1例。
6月3日，内蒙古自治区报告新增本土确诊病例11例，其中通辽市1例、锡林郭勒盟10例。本土无症状感染者5例，其中通辽市1例、锡林郭勒盟4例。
6月4日，内蒙古自治区报告新增本土确诊病例11例（均在锡林郭勒盟）。本土无症状感染者7例，其中呼和浩特市1例、通辽市1例、锡林郭勒盟4例、乌兰察布市1例。
6月5日，内蒙古自治区报告新增本土确诊病例16例（均在锡林郭勒盟）。本土无症状感染者33例，其中呼和浩特市1例、锡林郭勒盟32例。
6月6日，二連浩特开展了第五轮大规模核酸检测。当日内蒙古自治区报告新增本土确诊病例20例，其中通辽市1例、锡林郭勒盟19例。本土无症状感染者49例，其中呼和浩特市1例、锡林郭勒盟48例。
6月7日，内蒙古自治区报告新增本土确诊病例35例，其中赤峰市6例、锡林郭勒盟29例。本土无症状感染者46例（均在锡林郭勒盟）。
6月8日，内蒙古自治区报告新增本土确诊病例37例，其中赤峰市8例、锡林郭勒盟29例。本土无症状感染者93例（均在锡林郭勒盟）。當天二連浩特第二座方舱医院建成。
截至6月9日，二连浩特封控区范围增至82个。当日内蒙古自治区报告新增本土确诊病例15例，其中赤峰市4例、锡林郭勒盟11例（含1例由无症状感染者转为确诊病例）。本土无症状感染者20例（均在锡林郭勒盟）。
6月10日，内蒙古自治区报告新增本土确诊病例19例，其中赤峰市8例、锡林郭勒盟11例（含1例由无症状感染者转为确诊病例）。本土无症状感染者24例（均在锡林郭勒盟）。排除无症状感染者1例（在锡林郭勒盟）。
6月11日，内蒙古自治区报告新增本土确诊病例78例，其中赤峰市18例、锡林郭勒盟60例（含51例由无症状感染者转为确诊病例）。本土无症状感染者8例（均在锡林郭勒盟）。
6月12日，二連浩特完成十轮重点区域核酸采样並開展第十一輪核酸采样。当日内蒙古自治区报告新增本土确诊病例27例，其中赤峰市10例、锡林郭勒盟17例。本土无症状感染者13例，其中赤峰市1例、锡林郭勒盟12例。
6月13日，内蒙古自治区报告新增本土确诊病例15例，其中赤峰市6例、锡林郭勒盟9例（含2例由无症状感染者转为确诊病例）。本土无症状感染者9例，其中赤峰市2例、锡林郭勒盟7例。
6月14日，内蒙古自治区报告新增本土确诊病例14例，其中赤峰市3例、锡林郭勒盟11例（含8例由无症状感染者转为确诊病例）。本土无症状感染者10例，其中赤峰市3例、锡林郭勒盟7例。境外输入无症状感染者3例（均由首都机场国际航班分流至呼和浩特白塔国际机场）。
6月15日，内蒙古自治区报告新增本土确诊病例13例（均在锡林郭勒盟，含3例由无症状感染者转为确诊病例）。本土无症状感染者21例（均在锡林郭勒盟）。
6月16日，内蒙古自治区报告新增本土确诊病例6例（均在锡林郭勒盟，含1例由无症状感染者转为确诊病例）。本土无症状感染者13例（均在锡林郭勒盟）。
6月17日，内蒙古自治区报告新增本土确诊病例5例，其中赤峰市1例、锡林郭勒盟4例（含1例由无症状感染者转为确诊病例）。本土无症状感染者16例，其中赤峰市1例、锡林郭勒盟15例。
6月18日，内蒙古自治区报告新增本土确诊病例1例（在锡林郭勒盟）。本土无症状感染者4例（均在锡林郭勒盟）。
6月21日，内蒙古自治区报告新增本土确诊病例1例（在锡林郭勒盟）。境外输入确诊病例1例（由首都机场国际航班分流至呼和浩特白塔国际机场）。境外输入无症状感染者2例（均由首都机场国际航班分流至呼和浩特白塔国际机场）。
6月22日，内蒙古自治区报告新增本土确诊病例1例（在锡林郭勒盟）。
6月23日，内蒙古自治区报告新增本土确诊病例14例（均在锡林郭勒盟，含13例由无症状感染者转为确诊病例）。境外输入确诊病例1例（由首都机场国际航班分流至呼和浩特白塔国际机场）。

### 2022年7月
7月1日，内蒙古自治区报告新增境外输入确诊病例1例（由首都机场国际航班分流至呼和浩特白塔国际机场）。
7月2日，内蒙古自治区报告新增境外输入确诊病例2例（均由首都机场国际航班分流至呼和浩特白塔国际机场）。
7月4日，内蒙古自治区报告新增境外输入确诊病例2例（均由首都机场国际航班分流至呼和浩特白塔国际机场）。
7月6日，内蒙古自治区报告新增本土确诊病例4例（均在巴彦淖尔市）。本土无症状感染者4例（均在巴彦淖尔市）。
7月7日，内蒙古自治区报告新增本土确诊病例4例（均在巴彦淖尔市）。
7月8日，内蒙古自治区报告新增本土确诊病例5例（均在巴彦淖尔市，含2例由无症状感染者转为确诊病例）。新增境外输入确诊病例7例（均由首都机场国际航班分流至呼和浩特白塔国际机场）。
7月9日，内蒙古自治区报告新增本土确诊病例9例（均在巴彦淖尔市）。
7月10日，内蒙古自治区报告新增本土确诊病例1例（在巴彦淖尔市）。境外输入确诊病例2例（均由首都机场国际航班分流至呼和浩特白塔国际机场）。
7月11日，内蒙古自治区报告新增本土确诊病例2例（均在巴彦淖尔市）。
7月12日，内蒙古自治区报告新增本土确诊病例4例（均在巴彦淖尔市）。境外输入确诊病例2例（均由首都机场国际航班分流至呼和浩特白塔国际机场）。
7月13日，内蒙古自治区报告新增本土确诊病例1例（在巴彦淖尔市）。
7月14日，内蒙古自治区报告新增本土确诊病例1例（在巴彦淖尔市）。境外输入确诊病例3例（均由首都机场国际航班分流至呼和浩特白塔国际机场）。
7月15日，内蒙古自治区报告无新增本土确诊病例、疑似病例和无症状感染者。新增境外输入确诊病例3例（均由首都机场国际航班分流至呼和浩特白塔国际机场，含1例由无症状感染者转为确诊病例）。
7月18日，内蒙古自治区新增境外输入确诊病例2例（均由首都机场国际航班分流至呼和浩特白塔国际机场，含1例由无症状感染者转为确诊病例）。境外输入无症状感染者1例（由首都机场国际航班分流至呼和浩特白塔国际机场）。
7月20日，内蒙古自治区报告新增本土确诊病例1例，在呼和浩特市，为隔离酒店闭环管理工作人员。境外输入确诊病例5例（均由首都机场国际航班分流至呼和浩特白塔国际机场）。
7月21日，内蒙古自治区新增境外输入确诊病例2例（均由首都机场国际航班分流至呼和浩特白塔国际机场，含1例由无症状感染者转为确诊病例）。
7月22日，新增境外输入确诊病例1例（由首都机场国际航班分流至呼和浩特白塔国际机场）。境外输入无症状感染者1例（由首都机场国际航班分流至呼和浩特白塔国际机场）。
7月31日，内蒙古自治区报告新增本土确诊病例1例（在锡林郭勒盟二连浩特市），本土无症状感染者3例（均在锡林郭勒盟二连浩特市）。

### 2022年8月
8月1日，内蒙古自治区报告新增本土确诊病例7例（均在锡林郭勒盟二连浩特市），本土无症状感染者8例（均在锡林郭勒盟二连浩特市）。
8月2日，内蒙古自治区报告新增本土确诊病例8例（均在锡林郭勒盟二连浩特市），本土无症状感染者3例（均在锡林郭勒盟二连浩特市）。
8月3日，内蒙古自治区报告新增本土确诊病例10例，其中包头市2例、锡林郭勒盟2例、乌兰察布市6例，本土无症状感染者4例（均在锡林郭勒盟）。境外输入确诊病例2例（均由首都机场国际航班分流至呼和浩特白塔国际机场）。境外输入无症状感染者19例（均由首都机场国际航班分流至呼和浩特白塔国际机场）。
8月4日，内蒙古自治区报告新增本土确诊病例2例，其中锡林郭勒盟1例（在二连浩特市）、鄂尔多斯市1例（在伊金霍洛旗）,本土无症状感染者1例（在锡林郭勒盟二连浩特市）。境外输入确诊病例6例（均由首都机场国际航班分流至呼和浩特白塔国际机场，均为无症状感染者转为确诊病例）。
8月5日，内蒙古自治区报告新增本土确诊病例22例，其中锡林郭勒盟8例（二连浩特市6例、苏尼特右旗2例）、乌兰察布市12例（察哈尔右翼后旗10例、商都县2例）、鄂尔多斯市2例（均在伊金霍洛旗）,本土无症状感染者4例，其中锡林郭勒盟2例（二连浩特市1例、苏尼特右旗1例）、乌兰察布市2例（均在察哈尔右翼后旗）。境外输入无症状感染者1例（由首都机场国际航班分流至呼和浩特白塔国际机场）。
8月6日，内蒙古自治区报告新增本土确诊病例12例，其中锡林郭勒盟2例（均在二连浩特市）、乌兰察布市8例（集宁区4例、察哈尔右翼后旗4例）、巴彦淖尔市1例（在乌拉特中旗）、乌海市1例（在海勃湾区）,本土无症状感染者4例，均在乌兰察布市（集宁区1例、察哈尔右翼后旗3例）。
8月7日，内蒙古自治区报告新增本土确诊病例12例，其中锡林郭勒盟3例（均在二连浩特市）、乌兰察布市9例（集宁区2例、察哈尔右翼后旗7例）,本土无症状感染者2例，均在乌兰察布市察哈尔右翼后旗。境外输入无症状感染者1例（由首都机场国际航班分流至呼和浩特白塔国际机场）。
8月8日，内蒙古自治区报告新增本土确诊病例16例，其中锡林郭勒盟3例（均在二连浩特市）、乌兰察布市13例（均在察哈尔右翼后旗，含1例由无症状感染者转为确诊病例）,本土无症状感染者3例，均在乌兰察布市察哈尔右翼后旗。
8月9日，内蒙古自治区报告新增本土确诊病例27例（均在隔离点检出），其中锡林郭勒盟1例（在二连浩特市）、乌兰察布市26例（集宁区3例、察哈尔右翼后旗23例），本土无症状感染者5例（均在隔离点检出），均在乌兰察布市察哈尔右翼后旗。
8月10日，内蒙古自治区报告新增本土确诊病例4例（均在隔离点检出），其中锡林郭勒盟1例（在二连浩特市）、乌兰察布市3例（集宁区1例、察哈尔右翼后旗2例），本土无症状感染者6例（均在隔离点检出），其中锡林郭勒盟1例（在二连浩特市）、乌兰察布市5例（集宁区1例、察哈尔右翼后旗4例）。境外输入确诊病例3例，无症状感染者9例，均由首都机场国际航班分流至呼和浩特白塔国际机场。
8月11日，内蒙古自治区报告新增本土确诊病例9例，无症状感染者7例，均在乌兰察布市察哈尔右翼后旗（均在隔离点检出）。境外输入无症状感染者1例（由首都机场国际航班分流至呼和浩特白塔国际机场）。
8月12日，内蒙古自治区报告新增本土确诊病例2例（均在隔离点检出），无症状感染者7例（其中6例为隔离点检出，1例为居家隔离检出），均在乌兰察布市察哈尔右翼后旗。境外输入确诊病例3例（均由首都机场国际航班分流至呼和浩特白塔国际机场，含2例由无症状感染者转为确诊病例），无症状感染者1例（由首都机场国际航班分流至呼和浩特白塔国际机场）。
8月13日，内蒙古自治区报告新增本土确诊病例6例，其中呼和浩特市4例（均为外地入呼人员落地核酸检出，在新城区）、乌兰察布市2例（均在隔离点检出，在察哈尔右翼后旗，含1例由无症状感染者转为确诊病例），无症状感染者2例（均在隔离点检出），在乌兰察布市察哈尔右翼后旗。境外输入确诊病例2例，无症状感染者4例，均由首都机场国际航班分流至呼和浩特白塔国际机场。
8月14日，内蒙古自治区报告新增本土确诊病例2例（均在隔离点检出），在呼和浩特市，其中玉泉区1例（系8月13日确诊病例的密切接触者）、武川县1例（系外省市确诊病例的密切接触者），无症状感染者9例（均在隔离点检出），在乌兰察布市察哈尔右翼后旗。境外输入确诊病例2例，无症状感染者1例，均由首都机场国际航班分流至呼和浩特白塔国际机场。
8月15日，内蒙古自治区报告新增本土确诊病例1例（在隔离点检出），在呼和浩特市土默特左旗，系8月13日确诊病例的密切接触者。境外输入确诊病例1例（由首都机场国际航班分流至呼和浩特白塔国际机场）。
8月16日，内蒙古自治区新增本土无症状感染者2例（均在隔离点检出），其中呼和浩特市1例（系8月13日同一航班确诊病例的密切接触者）、乌兰察布市1例（在察哈尔右翼后旗，系之前无症状感染者的密切接触者）。
8月17日，内蒙古自治区报告新增本土确诊病例5例，其中呼和浩特市2例（均在隔离点检出，含1例由无症状感染者转为确诊病例，系8月13日同一航班确诊病例的密切接触者）、呼伦贝尔市3例（均在满洲里市，其中1例为重点人员检出、2例为隔离点检出）。新增本土无症状感染者2例（均在隔离点检出，在呼和浩特市，其中1例系武川县确诊病例的密切接触者、1例系外省推送确诊病例的密切接触者）。
8月18日，内蒙古自治区报告新增本土确诊病例4例，其中呼和浩特市2例（均在隔离点检出，其中1例由无症状感染者转为确诊病例，系外省推送确诊病例的密切接触者，1例系8月13日同一航班确诊病例的密切接触者）、呼伦贝尔市2例（均在隔离点检出，在满洲里市），本土无症状感染者1例（在社区筛查中检出，在呼伦贝尔满洲里市）。境外输入无症状感染者2例（均由首都机场国际航班分流至呼和浩特白塔国际机场）。
8月19日，内蒙古自治区报告新增本土确诊病例1例（在隔离点检出，在呼和浩特市武川县，由无症状感染者转为确诊病例，系武川县确诊病例的密切接触者），本土无症状感染者1例（在落地核酸筛查中检出，在阿拉善盟阿拉善左旗，系外省推送混管阳性人员）。
8月20日，内蒙古自治区报告新增本土确诊病例4例，其中包头市1例（系外地入包头人员落地核酸检出，在青山区）、锡林郭勒盟1例（系常态化区域核酸检出，在二连浩特市）、鄂尔多斯市2例（均系外省推送混管阳性人员协查检出，在鄂托克旗），本土无症状感染者3例，其中呼伦贝尔市2例（均在隔离点检出，在满洲里市，系无症状感染者的密切接触者）、阿拉善盟1例（在隔离点检出，在阿拉善左旗，系无症状感染者的密切接触者）。
8月21日，内蒙古自治区报告新增本土确诊病例3例，其中包头市1例（在隔离点检出，在青山区，系确诊病例的密切接触者）、呼伦贝尔市1例（在隔离点检出、在满洲里市）、锡林郭勒盟1例（在密切接触者筛查中检出，在二连浩特市），本土无症状感染者1例（在密切接触者筛查中检出，在锡林郭勒盟二连浩特市）。
8月22日，内蒙古自治区报告新增本土确诊病例2例，其中呼伦贝尔市1例（在隔离点检出，由无症状感染者转为确诊病例，在满洲里市）、锡林郭勒盟1例（在密切接触者筛查中检出，在二连浩特市），本土无症状感染者1例（在隔离点检出，在阿拉善盟阿拉善左旗）。
8月23日，内蒙古自治区新增本土确诊病例1例（在隔离点检出，在锡林郭勒盟二连浩特市）。
8月24日，内蒙古自治区报告无新增本土确诊病例、疑似病例和无症状感染者。新增境外输入确诊病例3例，无症状感染者13例，均由首都机场国际航班分流至呼和浩特白塔国际机场。
8月25日，内蒙古自治区新增本土确诊病例1例（在隔离点检出，在锡林郭勒盟二连浩特市）。境外输入确诊病例3例（含2例由无症状感染者转为确诊病例），均由首都机场国际航班分流至呼和浩特白塔国际机场。
8月26日，内蒙古自治区报告新增本土确诊病例5例，其中锡林郭勒盟1例（在闭环管理重点人员筛查中检出，在二连浩特市）、鄂尔多斯市4例（其中3例在落地核酸筛查中检出、1例为密切接触者筛查检出，均在准格尔旗），无症状感染者2例（均在闭环管理重点人员筛查中检出，在二连浩特市）。境外输入确诊病例3例（含1例由无症状感染者转为确诊病例），均由首都机场国际航班分流至呼和浩特白塔国际机场。
8月27日，内蒙古自治区报告新增本土确诊病例4例，其中呼伦贝尔市1例（在重点人群核酸筛查中检出，在满洲里市）、锡林郭勒盟2例（其中1例在隔离点检出、1例在社区筛查中检出，均在二连浩特市）、鄂尔多斯市1例（在密切接触者筛查中检出，在准格尔旗），无症状感染者3例（均在隔离点检出，在锡林郭勒盟二连浩特市）。境外输入确诊病例2例，无症状感染者2例，均由首都机场国际航班分流至呼和浩特白塔国际机场。
8月28日，内蒙古自治区新增本土无症状感染者3例（均在隔离点检出，在锡林郭勒盟二连浩特市）。
8月29日，内蒙古自治区报告新增本土确诊病例7例（均在隔离点检出，在锡林郭勒盟二连浩特市），无症状感染者19例（均在隔离点检出，在锡林郭勒盟二连浩特市）。境外输入确诊病例1例，由首都机场国际航班分流至呼和浩特白塔国际机场。
8月30日，内蒙古自治区报告无新增境外输入确诊病例和无症状感染者。新增本土确诊病例7例，其中呼伦贝尔市2例（均在社区筛查中检出，在满洲里市）、锡林郭勒盟5例（均在隔离点检出，在二连浩特市），无症状感染者4例（均在隔离点检出，在锡林郭勒盟二连浩特市）。
8月31日，内蒙古自治区报告新增本土确诊病例4例，其中呼和浩特市1例（在隔离点检出，在新城区）、锡林郭勒盟3例（均在隔离点检出，在二连浩特市），无症状感染者4例，其中呼和浩特市1例（在交通卡口核酸检出，在赛罕区）、锡林郭勒盟3例（其中1例在隔离点检出、2例在高风险区筛查中检出，均在二连浩特市）。境外输入确诊病例10例，无症状感染者3例，均由首都机场国际航班分流至呼和浩特白塔国际机场。

### 2022年9月
9月1日，内蒙古自治区报告新增本土确诊病例2例（均在隔离点检出，在呼和浩特市，系8月31日无症状感染者的密切接触者），无症状感染者6例，其中呼和浩特市1例（在落地核酸中检出，系外省返呼人员）、锡林郭勒盟5例（均在隔离点检出，在二连浩特市）。
9月2日，内蒙古自治区新增本土确诊病例4例，其中呼伦贝尔市2例（1例在隔离点检出、1例在闭环管理重点人员中检出，均在满洲里市）、鄂尔多斯市2例（1例在主动检测中检出、1例在密切接触者筛查中检出，均在伊金霍洛旗），无症状感染者1例（在隔离点检出，在呼和浩特市，系8月31日无症状感染者的密切接触者）。
9月3日，内蒙古自治区报告新增本土确诊病例10例，其中呼和浩特市1例（在隔离点检出，系8月31日无症状感染者的密切接触者）、呼伦贝尔市2例（均在隔离点检出，在满洲里市）、赤峰市6例（翁牛特旗3例，在非闭环管理重点人员筛查中检出；松山区2例，分别在密切接触者筛查和主动筛查中检出；红山区1例，在密切接触者筛查中检出）、鄂尔多斯市1例（在密切接触者筛查中检出，在伊金霍洛旗），无症状感染者10例，均在赤峰市（翁牛特旗9例，其中4例在非闭环管理重点人员筛查中检出、4例在密切接触者筛查中检出、1例在隔离点检出；红山区1例，在密切接触者筛查中检出）。境外输入确诊病例4例，无症状感染者2例，均由首都机场国际航班分流至呼和浩特白塔国际机场。
9月4日，内蒙古自治区新增本土确诊病例14例，其中呼和浩特市1例（在隔离点检出，系8月31日无症状感染者的密切接触者）、赤峰市11例（均在翁牛特旗，其中3例在社区筛查中检出、6例在隔离点检出、2例在居家隔离筛查中检出）、锡林郭勒盟1例（在主动检测中检出，在锡林浩特市）、鄂尔多斯市1例（在隔离点检出，在伊金霍洛旗），无症状感染者7例，其中赤峰市6例（均在翁牛特旗，其中2例在社区筛查中检出、4例在隔离点检出）、锡林郭勒盟1例（在社区筛查中检出，在锡林浩特市）。
9月5日，内蒙古自治区新增本土确诊病例39例，其中赤峰市35例（含7例由无症状感染者转为确诊病例，均在翁牛特旗，其中20例在隔离点检出、7例在密切接触者筛查中检出、4例在社区筛查中检出、3例在高风险区筛查中检出、1例在非闭环管理重点人员筛查中检出）、锡林郭勒盟4例（锡林浩特市3例，其中2例在社区筛查中检出、1例在隔离点检出；二连浩特市1例，在非闭环管理重点人员筛查中检出）；无症状感染者69例，其中赤峰市60例（均在翁牛特旗，其中41例在隔离点检出、7例在密切接触者筛查中检出、8例在社区筛查中检出、3例在高风险区筛查中检出、1例在非闭环管理重点人员筛查中检出）、锡林郭勒盟9例（均在社区筛查中检出，在锡林浩特市）。
9月6日，内蒙古自治区报告新增本土确诊病例57例，其中赤峰市55例（含4例由无症状感染者转为确诊病例，红山区2例，均在隔离点检出；松山区13例，其中10例在封闭管理人员筛查中检出、2例在隔离点检出、1例在主动就诊中检出；翁牛特旗40例，其中38例在隔离点检出、2例在社区筛查中检出）、锡林郭勒盟2例（均在锡林浩特市，其中1例在主动就诊中检出、1例在社区筛查中检出）；无症状感染者81例，其中赤峰市74例（松山区1例，在社区筛查中检出；翁牛特旗73例，其中72例在隔离点检出、1例在高风险区筛查中检出）、锡林郭勒盟7例（均在锡林浩特市，其中4例在社区筛查中检出、3例在隔离点检出）。境外输入确诊病例1例、无症状感染者2例、确诊病例治愈出院1例，均由首都机场国际航班分流至呼和浩特白塔国际机场。
9月7日，内蒙古自治区报告新增本土确诊病例67例，其中赤峰市62例（含2例由无症状感染者转为确诊病例，红山区1例、松山区36例、翁牛特旗25例，均在隔离点检出）、锡林郭勒盟5例（均在锡林浩特市，其中3例在隔离点检出、1例在居家隔离筛查中检出、1例在密切接触者筛查中检出）；无症状感染者63例，其中赤峰市53例（松山区16例、翁牛特旗37例，均在隔离点检出）、锡林郭勒盟10例（均在锡林浩特市，其中6例在隔离点检出、2例在密切接触者筛查中检出、2例在居家隔离筛查中检出）。境外输入确诊病例1例，由首都机场国际航班分流至呼和浩特白塔国际机场。
9月8日，内蒙古自治区新增本土确诊病例42例，其中赤峰市38例（含15例由无症状感染者转为确诊病例，红山区1例，在闭环管理人员筛查中检出；松山区16例、翁牛特旗21例，均在隔离点检出）、锡林郭勒盟4例（均在锡林浩特市，在隔离点检出）；无症状感染者77例，其中赤峰市74例（红山区6例、松山区47例、翁牛特旗21例。其中69例在隔离点检出、5例在闭环管理人员筛查中检出）、锡林郭勒盟3例（锡林浩特市2例，均在隔离点检出；二连浩特市1例，在重点人群应检尽检中检出）。
9月9日，内蒙古自治区新增本土确诊病例33例，其中呼和浩特市1例（系落地检出人员的密切接触者，在隔离点检出）、赤峰市25例（含8例由无症状感染者转为确诊病例，红山区1例、松山区17例、翁牛特旗7例，均在隔离点检出）、锡林郭勒盟7例（均在锡林浩特市，在隔离点检出）；无症状感染者36例，其中赤峰市33例（红山区1例、松山区18例、翁牛特旗14例。其中32例在隔离点检出、1例在闭环管理人员筛查中检出）、锡林郭勒盟3例（均在锡林浩特市，在隔离点检出）。
9月10日，内蒙古自治区报告新增本土确诊病例21例，其中赤峰市18例（含4例由无症状感染者转为确诊病例，松山区11例，均在隔离点检出；翁牛特旗7例，其中2例在社区筛查中检出，5例在隔离点检出）、锡林郭勒盟3例（均在锡林浩特市，在隔离点检出）；无症状感染者32例，其中赤峰市20例（红山区1例、松山区9例、翁牛特旗10例。其中17例在隔离点检出、1例在密切接触者筛查中检出、1例在社区筛查中检出、1例在闭环管理人员筛查中检出）、锡林郭勒盟3例（均在锡林浩特市，在隔离点检出）、巴彦淖尔市1例（在临河区，在高速路口落地核酸中检出）、阿拉善盟8例（均在策克口岸，其中1例在隔离点检出、7例在非闭环管理人员筛查中检出）。境外输入确诊病例3例，无症状感染者3例，均由首都机场国际航班分流至呼和浩特白塔国际机场。
9月11日，内蒙古自治区新增本土确诊病例15例，其中赤峰市12例（含2例由无症状感染者转为确诊病例，松山区6例、翁牛特旗6例，均在隔离点检出）、锡林郭勒盟3例（均在锡林浩特市，在隔离点检出）；无症状感染者15例，其中赤峰市12例（松山区9例、翁牛特旗3例，均在隔离点检出）、阿拉善盟3例（均在策克口岸，其中1例在隔离点检出、2例在非闭环管理人员筛查中检出）。
9月12日，内蒙古自治区报告新增本土确诊病例8例，其中赤峰市6例（含1例由无症状感染者转为确诊病例，松山区3例、翁牛特旗3例，均在隔离点检出）、锡林郭勒盟2例（均在锡林浩特市，在隔离点检出）；无症状感染者19例，其中赤峰市6例（松山区1例、翁牛特旗5例，均在隔离点检出）、巴彦淖尔市1例（在临河区，在居家隔离筛查中检出）、阿拉善盟12例（均在策克口岸，其中6例在隔离点检出、5例在高风险区筛查中检出、1例在非闭环管理人员筛查中检出）。
9月13日，内蒙古自治区新增本土确诊病例7例，均在赤峰市（松山区6例，其中5例在高风险区筛查中检出、1例在隔离点检出；阿鲁科尔沁旗1例，在主动就诊中检出）；无症状感染者11例，其中赤峰市3例（松山区1例、翁牛特旗2例，均在隔离点检出）、巴彦淖尔市3例（均在临河区，在隔离点检出）、阿拉善盟5例（均在策克口岸，在隔离点检出）。
9月14日，内蒙古自治区新增本土确诊病例7例，其中呼伦贝尔市1例（在满洲里市，在社区筛查中检出）、赤峰市2例（含1例由无症状感染者转为确诊病例，其中红山区1例，在非闭环管理人员筛查中检出；翁牛特旗1例，在隔离点检出）、阿拉善盟4例（均由无症状感染者转为确诊病例，在隔离点检出）；无症状感染者10例，其中赤峰市1例（在松山区，在隔离点检出）、阿拉善盟9例（1例在额济纳旗，在社区筛查中检出；8例在策克口岸，在隔离点检出）。
9月15日，内蒙古自治区报告新增本土确诊病例3例，其中呼伦贝尔市2例（均在满洲里市，在隔离点检出）、赤峰市1例（在松山区，在闭环管理人员筛查中检出）；无症状感染者4例，均在隔离点检出，其中赤峰市1例（在翁牛特旗）、巴彦淖尔市1例（在临河区）、阿拉善盟2例（额济纳旗1例、策克口岸1例）。境外输入确诊病例1例，无症状感染者1例，均由首都机场国际航班分流至呼和浩特白塔国际机场。
9月16日，内蒙古自治区报告新增本土确诊病例3例，其中呼伦贝尔市2例（均在满洲里市，其中1例在隔离点检出、1例在社区筛查中检出）、赤峰市1例（在红山区，在隔离点检出）；无症状感染者9例，其中赤峰市1例（在红山区，在隔离点检出）、阿拉善盟8例（均在策克口岸例，其中1例在闭环管理重点人员筛查中检出、7例在隔离点检出）。境外输入确诊病例2例，无症状感染者3例，均由首都机场国际航班分流至呼和浩特白塔国际机场。
9月17日，内蒙古自治区新增本土确诊病例6例，其中赤峰市3例（均在阿鲁科尔沁旗，在隔离点检出）、阿拉善盟3例（含1例由无症状感染者转为确诊病例。其中额济纳旗1例、策克口岸2例，均在隔离点检出）；无症状感染者3例，其中赤峰市1例（在翁牛特旗，在居家隔离人员筛查中检出）、阿拉善盟2例（额济纳旗1例，在闭环管理重点人员筛查中检出；策克口岸1例，在隔离点检出）。境外输入无症状感染者1例，由首都机场国际航班分流至呼和浩特白塔国际机场。
9月18日，内蒙古自治区报告新增本土确诊病例1例（在赤峰市阿鲁科尔沁旗，在隔离点检出），无症状感染者2例（均在阿拉善盟额济纳旗，其中1例在隔离点检出、1例在闭环管理重点人员筛查中检出）。境外输入确诊病例1例，由首都机场国际航班分流至呼和浩特白塔国际机场。
9月19日，内蒙古自治区新增境外输入确诊病例2例（含1例由无症状感染者转为确诊病例），无症状感染者1例，均由首都机场国际航班分流至呼和浩特白塔国际机场。
9月22日，内蒙古自治区新增本土无症状感染者2例（均在巴彦淖尔市临河区，在落地核酸检测中检出）。
9月23日，内蒙古自治区报告无新增本土确诊病例和无症状感染者。新增境外输入确诊病例4例，无症状感染者1例，均由首都机场国际航班分流至呼和浩特白塔国际机场。
9月24日，内蒙古自治区新增境外输入确诊病例6例，无症状感染者2例，均由首都机场国际航班分流至呼和浩特白塔国际机场。
9月25日，内蒙古自治区新增本土确诊病例1例（在包头市东河区），无症状感染者1例（在巴彦淖尔市临河区）。
9月27日，内蒙古自治区新增本土无症状感染者1例（在巴彦淖尔市临河区）。
9月28日，内蒙古自治区新增本土确诊病例1例（在呼和浩特市）。境外输入确诊病例1例，由首都机场国际航班分流至呼和浩特白塔国际机场。
9月29日，内蒙古自治区新增本土确诊病例1例（在呼和浩特市）。
9月30日，内蒙古自治区报告新增本土确诊病例17例，均在呼和浩特市；无症状感染者7例，其中呼和浩特市6例，巴彦淖尔市1例（在五原县）。境外输入确诊病例2例，无症状感染者1例，均由首都机场国际航班分流至呼和浩特白塔国际机场。

### 2022年10月
10月1日，内蒙古自治区报告新增本土确诊病例26例，其中呼和浩特市25例、包头市1例（在东河区）；无症状感染者6例，其中呼和浩特市5例，锡林郭勒盟1例（在二连浩特市）。境外输入确诊病例1例，无症状感染者3例，均由首都机场国际航班分流至呼和浩特白塔国际机场。
10月2日，内蒙古自治区报告新增本土确诊病例80例，其中呼和浩特市77例（含3例由无症状感染者转为确诊病例）、包头市1例（在东河区）、鄂尔多斯市2例（均在达拉特旗）；无症状感染者23例，其中呼和浩特市21例、呼伦贝尔市1例（在满洲里市）、赤峰市1例（在林西县）。境外输入确诊病例7例，无症状感染者7例，均由首都机场国际航班分流至呼和浩特白塔国际机场。
10月3日，内蒙古自治区报告新增本土确诊病例151例，其中呼和浩特市144例（含6例由无症状感染者转为确诊病例）、包头市3例（青山区1例、九原区2例）、赤峰市1例（在林西县，由无症状感染者转为确诊病例）、锡林郭勒盟1例（在锡林浩特市）、鄂尔多斯市1例（在东胜区）、乌海市1例（在海勃湾区）；无症状感染者226例，其中呼和浩特市225例、赤峰市1例（在阿鲁科尔沁旗）。境外输入确诊病例2例（含1例由无症状感染者转为确诊病例）。
10月4日，内蒙古自治区报告新增本土确诊病例64例，其中呼和浩特市54例（含34例由无症状感染者转为确诊病例）、包头市6例（青山区1例、东河区1例、土默特右旗4例）、赤峰市2例（均在阿鲁科尔沁旗）、鄂尔多斯市2例（东胜区1例、达拉特旗1例）；无症状感染者243例，其中呼和浩特市239例、赤峰市4例（喀喇沁旗1例、阿鲁科尔沁旗3例）。境外输入确诊病例1例，由首都机场国际航班分流至呼和浩特白塔国际机场。呼和浩特市方舱医院已搭建完毕2号馆1269张床位。
10月5日，内蒙古自治区报告新增本土确诊病例26例，其中呼和浩特市19例（含14例由无症状感染者转为确诊病例）、包头市1例（在青山区）、通辽市1例（在科尔沁区）、赤峰市1例（在林西县）、锡林郭勒盟1例（在阿巴嘎旗）、鄂尔多斯市3例（东胜区1例、准格尔旗1例、伊金霍洛旗1例）；无症状感染者445例，其中呼和浩特市441例、通辽市1例（在科尔沁左翼中旗）、巴彦淖尔市2例（五原县1例、磴口县1例）、阿拉善盟1例（在阿拉善左旗）。境外输入无症状感染者1例，由首都机场国际航班分流至呼和浩特白塔国际机场。同日起，呼和浩特公交车全部临时停运。
10月6日，内蒙古自治区报告无新增境外输入无症状感染者。新增本土确诊病例13例，其中呼和浩特市8例（含6例由无症状感染者转为确诊病例）、包头市3例（东河区1例、九原区2例）、赤峰市1例（在巴林左旗）、鄂尔多斯市1例（在东胜区）；无症状感染者661例，其中呼和浩特市651例、兴安盟1例（在乌兰浩特市）、通辽市1例（在科尔沁区）、赤峰市6例（松山区3例、林西县1例、阿鲁科尔沁旗2例）、乌兰察布市2例（均在卓资县）。境外输入确诊病例2例，均由首都机场国际航班分流至呼和浩特白塔国际机场。
10月7日起，呼和浩特市域内承担疫情防控物资、医疗物资、能源物资、生产生活物资、邮政快递、网络、电力、铁路、应急保障运力等车辆需持有《呼和浩特市市域重点物资运输车辆通行证》上路行驶，承担防疫工作的机关干部、社区工作人员和志愿者可持单位或街道(乡镇)出具证明上路行驶，其余车辆一律禁止通行。当日内蒙古自治区报告新增本土确诊病例251例，其中呼和浩特市226例（含131例由无症状感染者转为确诊病例）、包头市16例（昆都仑区9例、青山区2例、土默特右旗5例）、呼伦贝尔市3例（海拉尔区2例、新巴尔虎右旗1例）、通辽市1例（在科尔沁左翼中旗，为无症状感染者转为确诊病例）、赤峰市2例（均在红山区）、锡林郭勒盟1例（在阿巴嘎旗）、鄂尔多斯市2例（康巴什区1例、杭锦旗1例）；无症状感染者386例，其中呼和浩特市371例、包头市1例（在昆都仑区）、呼伦贝尔市5例（海拉尔区1例、新巴尔虎右旗3例、满洲里市1例）、赤峰市3例（均在松山区）、乌兰察布市2例（均在卓资县）、巴彦淖尔市4例（临河区2例、五原县2例）。境外输入确诊病例5例，无症状感染者2例，均由首都机场国际航班分流至呼和浩特白塔国际机场。截至10月7日24时，呼和浩特市现有确诊病例572例、无症状感染者1765例。本次疫情新冠病毒基因组序列属于奥密克戎BF.7变异株进化分支。截至10月7日，浙江省、江苏省、内蒙古各盟市共计1500余人的11支援呼医护人员在定点医院参与医疗救治工作。
10月8日0时起，呼和浩特市加强对社会面的管控，全市各级党政机关、企事业单位工作人员除从事特殊性质的工作岗位外，实行居家办公；各中小学、幼儿园暂缓开学、开园，大中专院校封闭管理；公交车、出租车、网约车暂停营运；经营场所暂停开放或经营。在呼市人员原则上暂不离呼(货车司乘人员除外)，外出就医等特殊情况的人员离呼，须满足相应条件。当日内蒙古自治区新增本土确诊病例207例，其中呼和浩特市188例（含70例由无症状感染者转为确诊病例）、包头市8例（昆都仑区1例、青山区1例、九原区6例）、呼伦贝尔市4例（海拉尔区2例、鄂伦春自治旗1例、新巴尔虎右旗1例）、兴安盟2例（乌兰浩特市1例、突泉县1例）、通辽市1例（在科尔沁区，为无症状感染者转为确诊病例）、鄂尔多斯市4例（东胜区2例、乌审旗1例、鄂托克前旗1例）；无症状感染者424例，其中呼和浩特市376例、包头市27例（昆都仑区4例、青山区7例、东河区3例、九原区10例、白云鄂博矿区1例、稀土高新区2例）、呼伦贝尔市10例（海拉尔区2例、鄂温克族自治旗4例、新巴尔虎右旗4例）、通辽市1例（在科尔沁区）、赤峰市5例（红山区1例、松山区4例）、鄂尔多斯市4例（均在鄂托克前旗）、巴彦淖尔市1例（在临河区）。境外输入确诊病例3例（含1例由无症状感染者转为确诊病例），均由首都机场国际航班分流至呼和浩特白塔国际机场。
10月9日，内蒙古自治区报告新增本土确诊病例119例，其中呼和浩特市87例（含25例由无症状感染者转为确诊病例）、包头市13例（昆都仑区1例、青山区5例、东河区1例、九原区4例、稀土高新区2）、呼伦贝尔市7例（含1例由无症状感染者转为确诊病例，其中海拉尔区4例、鄂伦春自治旗1例、鄂温克族自治旗2例）、兴安盟5例（均在乌兰浩特市）、通辽市1例（在奈曼旗）、赤峰市1例（在红山区）、鄂尔多斯市5例（东胜区1例、准格尔旗1例、杭锦旗2例、鄂托克前旗1例）；无症状感染者559例，其中呼和浩特市499例、包头市16例（昆都仑区6例、青山区3例、东河区3例、九原区3例、稀土高新区1例）、呼伦贝尔市14例（海拉尔区1例、鄂温克族自治旗2例、新巴尔虎左旗1例、新巴尔虎右旗9例、满洲里市1例）、兴安盟12例（均在乌兰浩特市）、通辽市1例（在奈曼旗）、赤峰市3例（松山区1例、巴林左旗2例）、乌兰察布市6例（集宁区1例、卓资县2例、兴和县1例、商都县2例）、鄂尔多斯市3例（杭锦旗1例、鄂托克前旗2例）、巴彦淖尔市5例（均在临河区）。境外输入确诊病例4例，无症状感染者2例，均由首都机场国际航班分流至呼和浩特白塔国际机场。
10月10日，内蒙古自治区新增本土确诊病例145例，其中呼和浩特市113例（含42例由无症状感染者转为确诊病例）、包头市15例（昆都仑区1例、青山区1例、东河区1例、九原区9例、稀土高新区3）、呼伦贝尔市6例（含3例由无症状感染者转为确诊病例，其中海拉尔区4例、鄂温克族自治旗2例）、通辽市1例（由无症状感染者转为确诊病例，在科尔沁区）、赤峰市2例（红山区1例、松山区1例）、乌兰察布市1例（由无症状感染者转为确诊病例，在卓资县）、鄂尔多斯市7例（东胜区6例、准格尔旗1例）；无症状感染者637例，其中呼和浩特市574例、包头市22例（昆都仑区2例、青山区1例、东河区5例、九原区12例、稀土高新区2例）、呼伦贝尔市15例（海拉尔区3例、鄂温克族自治旗3例、新巴尔虎右旗9例）、兴安盟10例（乌兰浩特市9例、科尔沁右翼前旗1例）、赤峰市1例（在松山区）、乌兰察布市3例（集宁区1例、卓资县2例）、鄂尔多斯市1例（在乌审旗）、巴彦淖尔市11例（临河区5例、五原县3例、杭锦后旗3例）。境外输入确诊病例2例，均由首都机场国际航班分流至呼和浩特白塔国际机场。
10月11日，内蒙古自治区新增本土确诊病例48例，其中呼和浩特市28例（含8例由无症状感染者转为确诊病例）、包头市10例（含2例无症状感染者转为确诊病例，其中昆都仑区3例、青山区1例、九原区5例、稀土高新区1例）、呼伦贝尔市2例（含1例由无症状感染者转为确诊病例，其中海拉尔区1例、鄂温克族自治旗1例）、鄂尔多斯市7例（含2例由无症状感染者转为确诊病例，其中东胜区2例、准格尔旗2例、乌审旗1例、杭锦旗2例）、乌海市1例（在海南区）；无症状感染者463例，其中呼和浩特市374例、包头市58例（昆都仑区20例、青山区14例、东河区4例、九原区16例、稀土高新区4例）、呼伦贝尔市2例（海拉尔区1例、阿荣旗1例）、兴安盟14例（乌兰浩特市13例、突泉县1例）、赤峰市3例（均在巴林左旗）、乌兰察布市1例（在集宁区）、鄂尔多斯市1例（在东胜区）、巴彦淖尔市10例（临河区9例、五原县1例）。境外输入无症状感染者2例，均由首都机场国际航班分流至呼和浩特白塔国际机场。
10月12日，内蒙古自治区报告新增本土确诊病例53例，其中呼和浩特市28例（含12例由无症状感染者转为确诊病例）、包头市13例（昆都仑区2例、青山区2例、东河区2例、九原区4例、稀土高新区3例）、呼伦贝尔市1例（在鄂温克族自治旗）、兴安盟5例（均在乌兰浩特市）、赤峰市2例（红山区1例、松山区1例）、鄂尔多斯市4例（含1例由无症状感染者转为确诊病例，其中东胜区3例、准格尔旗1例）；无症状感染者276例，其中呼和浩特市144例、包头市89例（昆都仑区9例、青山区25例、东河区18例、九原区31例、稀土高新区6例）、呼伦贝尔市15例（海拉尔区3例、鄂温克族自治旗3例、新巴尔虎右旗9例）、兴安盟12例（乌兰浩特市11例、突泉县1例）、赤峰市2例（均在松山区）、乌兰察布市5例（集宁区4例、卓资县1例）、巴彦淖尔市7例（临河区6例、五原县1例）、阿拉善盟2例（均在阿拉善左旗）。境外输入确诊病例2例，无症状感染者1例，均由首都机场国际航班分流至呼和浩特白塔国际机场。当日，因内蒙古建筑职业技术学院陆续有39人被确诊为阳性感染者，在落实防控措施打折扣，对疫情扩散负有主要领导责任，经自治区党委批准，对该校党委书记牟占军作免职处理，对校长牛建刚视其后续工作表现再作处理。另外包头市对5名干部实行问责。呼和浩特全市高校校园实施封闭管理，全部改为线上教育教学。
10月13日，内蒙古自治区新增本土确诊病例56例，其中呼和浩特市35例（含12例由无症状感染者转为确诊病例）、包头市10例（昆都仑区4例、青山区3例、东河区1例、九原区2例）、呼伦贝尔市7例（含1例由无症状感染者转为确诊病例，其中海拉尔区2例、鄂温克族自治旗5例）、兴安盟2例（均在乌兰浩特市）、鄂尔多斯市2例（均在东胜区）；无症状感染者181例，其中呼和浩特市89例、包头市67例（昆都仑区35例、青山区3例、东河区8例、九原区20例、稀土高新区1例）、呼伦贝尔市6例（海拉尔区2例、鄂温克族自治旗4例）、兴安盟10例（乌兰浩特市9例、科尔沁右翼前旗1例）、赤峰市3例（均在阿鲁科尔沁旗）、乌兰察布市3例（均在集宁区）、鄂尔多斯市1例（在东胜区）、巴彦淖尔市1例（在临河区）、乌海市1例（在海勃湾区）。
10月14日，内蒙古自治区报告新增本土确诊病例48例，其中呼和浩特市23例（含5例由无症状感染者转为确诊病例）、包头市5例（青山区3例、九原区2例）、呼伦贝尔市9例（含8例由无症状感染者转为确诊病例，均在新巴尔虎右旗）、兴安盟5例（均在乌兰浩特市）、赤峰市1例（在克什克腾旗）、锡林郭勒盟1例（在正镶白旗）、鄂尔多斯市2例（东胜区1例、准格尔旗1例）、阿拉善盟2例（均为无症状感染者转为确诊病例，在阿拉善左旗）；无症状感染者111例，其中呼和浩特市53例、包头市41例（昆都仑区21例、青山区4例、东河区6例、九原区9例、稀土高新区1例）、呼伦贝尔市2例（均在鄂温克族自治旗）、兴安盟10例（乌兰浩特市8例、科尔沁右翼前旗2例）、锡林郭勒盟3例（均在正蓝旗）、巴彦淖尔市1例（在临河区）、阿拉善盟1例（在额济纳旗）。境外输入确诊病例1例，无症状感染者1例，均由首都机场国际航班分流至呼和浩特白塔国际机场。
10月15日，内蒙古自治区新增本土确诊病例13例，其中呼和浩特市5例、包头市2例（昆都仑区1例、青山区1例）、呼伦贝尔市4例（海拉尔区1例、鄂温克族自治旗3例）、兴安盟2例（乌兰浩特市1例、科尔沁右翼前旗1例）；无症状感染者43例，其中呼和浩特市23例、包头市5例（昆都仑区1例、青山区1例、东河区1例、九原区2例）、呼伦贝尔市7例（海拉尔区1例、鄂温克族自治旗5例、新巴尔虎右旗1例）、兴安盟5例（均在乌兰浩特市）、赤峰市1例（在红山区）、巴彦淖尔市2例（均在临河区）。境外输入无症状感染者1例，由首都机场国际航班分流至呼和浩特白塔国际机场。
10月16日，内蒙古自治区报告新增本土确诊病例13例，其中呼和浩特市6例、包头市5例（含2例由无症状感染者转为确诊病例，其中青山区4例、稀土高新区1例）、呼伦贝尔市1例（系无症状感染者转为确诊病例，在海拉尔区）、鄂尔多斯市1例（系无症状感染者转为确诊病例，在东胜区）；无症状感染者30例，其中呼和浩特市23例、包头市3例（均在青山区）、呼伦贝尔市1例（在海拉尔区）、兴安盟2例（均在乌兰浩特市）、巴彦淖尔市1例（在临河区）。境外输入确诊病例3例，无症状感染者2例，均由首都机场国际航班分流至呼和浩特白塔国际机场。
10月17日，内蒙古自治区报告新增本土确诊病例17例，其中呼和浩特市9例（含2例由无症状感染者转为确诊病例）、包头市5例（含2例由无症状感染者转为确诊病例，均在青山区）、呼伦贝尔市1例（在鄂温克族自治旗）、乌海市2例（均在海南区）；无症状感染者33例，其中呼和浩特市22例、包头市3例（昆都仑区2例、青山区1例）、呼伦贝尔市2例（海拉尔区1例、鄂温克族自治旗1例）、兴安盟1例（在乌兰浩特市）、锡林郭勒盟1例（在阿巴嘎旗）、乌海市4例（均在海南区）。境外输入确诊病例2例，无症状感染者4例，均由首都机场国际航班分流至呼和浩特白塔国际机场。
10月18日，内蒙古自治区新增本土确诊病例24例，其中呼和浩特市8例（含3例由无症状感染者转为确诊病例）、包头市5例（含1例由无症状感染者转为确诊病例，其中昆都仑区1例、青山区2例、九原区2例）、赤峰市4例（红山区1例、阿鲁科尔沁旗3例）、鄂尔多斯市4例（均在达拉特旗）、乌海市3例（海勃湾区1例、海南区2例）；无症状感染者52例，其中呼和浩特市24例、包头市3例（昆都仑区1例、青山区2例）、呼伦贝尔市5例（海拉尔区2例、鄂温克族自治旗3例）、兴安盟2例（均在乌兰浩特市）、赤峰市7例（红山区4例、阿鲁科尔沁旗3例）、锡林郭勒盟4例（均在阿巴嘎旗）、巴彦淖尔市2例（均在五原县）、乌海市5例（海勃湾区3例、海南区2例）。境外输入确诊病例2例，含1例由无症状感染者转为确诊病例，均由首都机场国际航班分流至呼和浩特白塔国际机场。
10月19日，内蒙古自治区新增本土确诊病例29例，其中呼和浩特市9例（含2例由无症状感染者转为确诊病例）、包头市4例（均在青山区）、呼伦贝尔市4例（含1例由无症状感染者转为确诊病例，均在鄂温克族自治旗）、赤峰市7例（红山区2例、阿鲁科尔沁旗5例）、鄂尔多斯市3例（均在达拉特旗）、乌海市2例（海勃湾区1例、海南区1例）；无症状感染者53例，其中呼和浩特市34例、包头市2例（青山区1例、九原区1例）、呼伦贝尔市3例（鄂温克族自治旗2例、满洲里市1例）、赤峰市8例（红山区5例、阿鲁科尔沁旗3例）、乌海市6例（海勃湾区3例、海南区2例、乌达区1例）。境外输入确诊病例1例，系无症状感染者转为确诊病例，由首都机场国际航班分流至呼和浩特白塔国际机场。
10月20日，内蒙古自治区报告新增本土确诊病例27例，其中呼和浩特市11例（含3例由无症状感染者转为确诊病例）、包头市3例（青山区2例、东河区1例）、呼伦贝尔市2例（均在鄂温克族自治旗）、赤峰市9例（红山区6例、阿鲁科尔沁旗3例）、锡林郭勒盟1例（在锡林浩特市）、鄂尔多斯市1例（在准格尔旗）；无症状感染者64例，其中呼和浩特市45例、包头市2例（均在青山区）、呼伦贝尔市3例（均在海拉尔区）、赤峰市7例（红山区5例、阿鲁科尔沁旗2例）、锡林郭勒盟1例（在锡林浩特市）、乌海市6例（海勃湾区3例、海南区3例）。
10月21日，内蒙古自治区报告新增本土确诊病例33例，其中呼和浩特市8例、包头市4例（含1例由无症状感染者转为确诊病例，其中昆都仑区2例、青山区2例）、呼伦贝尔市1例（在海拉尔区）、赤峰市8例（红山区3例、阿鲁科尔沁旗5例）、锡林郭勒盟6例（锡林浩特市5例、西乌珠穆沁旗1例）、乌海市6例（含2例由无症状感染者转为确诊病例，均在海勃湾区）；无症状感染者67例，其中呼和浩特市44例、包头市3例（青山区2例、九原区1例）、呼伦贝尔市2例（均在满洲里市）、赤峰市14例（红山区6例、阿鲁科尔沁旗8例）、锡林郭勒盟1例（在锡林浩特市）、乌海市1例（在海勃湾区）、阿拉善盟2例（额济纳旗1例、高新区1例）。境外输入确诊病例1例，系无症状感染者转为确诊病例，由首都机场国际航班分流至呼和浩特白塔国际机场。
10月22日，内蒙古自治区报告新增本土确诊病例26例，其中呼和浩特市6例、包头市4例（昆都仑区1例、青山区2例、九原区1例）、呼伦贝尔市1例（在鄂温克族自治旗）、赤峰市7例（均在阿鲁科尔沁旗）、锡林郭勒盟7例（均在锡林浩特市）、鄂尔多斯市1例（在准格尔旗）；无症状感染者77例，其中呼和浩特市48例、包头市3例（均在青山区）、呼伦贝尔市5例（鄂温克族自治旗4例、满洲里市1例）、赤峰市14例（红山区5例、阿鲁科尔沁旗9例）、锡林郭勒盟4例（均在锡林浩特市）、乌海市2例（均在海勃湾区）、阿拉善盟1例（在高新区）。境外输入确诊病例5例，含1例由无症状感染者转为确诊病例，境外输入无症状感染者3例，均由首都机场国际航班分流至呼和浩特白塔国际机场。
10月23日，内蒙古自治区新增本土确诊病例32例，其中呼和浩特市7例、包头市4例（青山区2例、九原区2例）、赤峰市6例（红山区1例、阿鲁科尔沁旗5例）、锡林郭勒盟11例（锡林浩特市10例、西乌珠穆沁旗1例）、鄂尔多斯市4例（均在杭锦旗）；无症状感染者66例，其中呼和浩特市46例、包头市3例（青山区1例、稀土高新区2例）、赤峰市10例（红山区3例、阿鲁科尔沁旗7例）、锡林郭勒盟4例（锡林浩特市3例、正蓝旗1例）、乌兰察布市1例（在丰镇市）、乌海市1例（在海勃湾区）、阿拉善盟1例（在高新区）。
10月24日，内蒙古自治区报告新增本土确诊病例21例，其中呼和浩特市8例、包头市4例（含1例由无症状感染者转为确诊病例，其中青山区2例、九原区2例）、赤峰市6例（红山区1例、阿鲁科尔沁旗5例）、锡林郭勒盟1例（在锡林浩特市）、鄂尔多斯市1例（在准格尔旗）、乌海市1例（在海勃湾区）；无症状感染者78例，其中呼和浩特市49例、包头市2例（均在青山区）、呼伦贝尔市2例（鄂温克族自治旗1例、阿荣旗1例）、赤峰市14例（红山区7例、宁城县1例、阿鲁科尔沁旗6例）、乌兰察布市7例（均在集宁区）、巴彦淖尔市3例（均在临河区）、阿拉善盟1例（在高新区）。境外输入确诊病例1例，无症状感染者4例，均由首都机场国际航班分流至呼和浩特白塔国际机场。
10月25日，内蒙古自治区新增本土确诊病例35例，其中呼和浩特市9例、包头市5例（含2例由无症状感染者转为确诊病例，其中青山区3例、东河区1例、稀土高新区1例）、通辽市1例（在科尔沁区）、赤峰市9例（红山区1例、阿鲁科尔沁旗8例）、锡林郭勒盟3例（锡林浩特市2例、阿巴嘎旗1例）、鄂尔多斯市8例（均在杭锦旗）；无症状感染者79例，其中呼和浩特市53例、包头市2例（均在青山区）、呼伦贝尔市1例（在鄂温克族自治旗）、赤峰市7例（红山区4例、阿鲁科尔沁旗3例）、锡林郭勒盟2例（均在锡林浩特市）、乌兰察布市5例（均在集宁区）、巴彦淖尔市8例（临河区7例、乌拉特前旗1例）、乌海市1例（在海勃湾区）。
10月26日，内蒙古自治区新增本土确诊病例30例，其中呼和浩特市6例、包头市4例（青山区1例、九原区3例）、赤峰市1例（在阿鲁科尔沁旗）、锡林郭勒盟6例（锡林浩特市5例、阿巴嘎旗1例）、鄂尔多斯市13例（准格尔旗1例、杭锦旗12例）；无症状感染者92例，其中呼和浩特市59例、包头市1例（在东河区）、赤峰市10例（红山区9例、阿鲁科尔沁旗1例）、乌兰察布市13例（集宁区11例、察哈尔右翼前旗2例）、巴彦淖尔市7例（均在临河区）、阿拉善盟2例（均在高新区）。境外输入确诊病例1例，系无症状感染者转为确诊病例，由首都机场国际航班分流至呼和浩特白塔国际机场。
10月27日，内蒙古自治区新增本土确诊病例37例，其中呼和浩特市8例、包头市4例（含1例由无症状感染者转为确诊病例，其中青山区2例、东河区1例、九原区1例）、赤峰市3例（红山区1例、阿鲁科尔沁旗2例）、锡林郭勒盟2例（均在锡林浩特市）、鄂尔多斯市20例（达拉特旗3例、准格尔旗3例、杭锦旗14例）；无症状感染者110例，其中呼和浩特市64例、包头市2例（昆都仑区1例、东河区1例）、赤峰市13例（均在红山区）、锡林郭勒盟8例（均在锡林浩特市）、乌兰察布市9例（均在集宁区）、鄂尔多斯市5例（均在杭锦旗）、巴彦淖尔市9例（均在临河区）。境外输入确诊病例1例，由首都机场国际航班分流至呼和浩特白塔国际机场。呼和浩特开展6天3轮重点区域核酸检测。
10月28日，内蒙古自治区报告新增本土确诊病例20例，其中呼和浩特市5例、包头市3例（东河区2例、九原区1例）、赤峰市3例（红山区1例、阿鲁科尔沁旗2例）、锡林郭勒盟1例（在锡林浩特市）、鄂尔多斯市8例（达拉特旗2例、伊金霍洛旗1例、杭锦旗5例）；无症状感染者111例，其中呼和浩特市62例、包头市3例（青山区2例、九原区1例）、赤峰市12例（红山区11例、阿鲁科尔沁旗1例）、锡林郭勒盟2例（均在锡林浩特市）、乌兰察布市6例（均在集宁区）、鄂尔多斯市16例（均在杭锦旗）、巴彦淖尔市10例（均在临河区）。境外输入确诊病例3例，无症状感染者6例，均由首都机场国际航班分流至呼和浩特白塔国际机场。兰察布市9例（均在集宁区）、鄂尔多斯市5例（均在杭锦旗）、巴彦淖尔市9例（均在临河区）。境外输入确诊病例1例，由首都机场国际航班分流至呼和浩特白塔国际机场。
10月29日，内蒙古自治区新增本土确诊病例19例，其中呼和浩特市7例（含1例由无症状感染者转为确诊病例）、包头市3例（青山区1例、东河区1例、九原区1例）、通辽市1例（在科尔沁区）、赤峰市3例（均在阿鲁科尔沁旗）、鄂尔多斯市5例（伊金霍洛旗1例、杭锦旗3例、鄂托克前旗1例）；无症状感染者103例，其中呼和浩特市71例、包头市4例（昆都仑区1例、青山区1例、九原区1例、稀土高新区1例）、赤峰市13例（红山区11例、阿鲁科尔沁旗2例）、锡林郭勒盟2例（均在锡林浩特市）、乌兰察布市3例（均在集宁区）、鄂尔多斯市5例（均在杭锦旗）、巴彦淖尔市5例（均在临河区）。境外输入确诊病例2例，含1例由无症状感染者转为确诊病例，均由首都机场国际航班分流至呼和浩特白塔国际机场。
10月30日，内蒙古自治区报告新增本土确诊病例18例，其中呼和浩特市10例、包头市3例（昆都仑区1例、青山区1例、九原区1例）、通辽市1例（在科尔沁区）、赤峰市1例（在红山区）、鄂尔多斯市3例（准格尔旗2例、伊金霍洛旗1例）；无症状感染者113例，其中呼和浩特市85例、包头市4例（青山区1例、东河区2例、九原区1例）、通辽市2例（均在科尔沁区）、赤峰市8例（红山区7例、阿鲁科尔沁旗1例）、锡林郭勒盟1例（在锡林浩特市）、乌兰察布市2例（均在集宁区）、鄂尔多斯市9例（均在杭锦旗）、巴彦淖尔市2例（均在临河区）。境外输入确诊病例6例，无症状感染者7例，均由首都机场国际航班分流至呼和浩特白塔国际机场。

### 2022年11月
11月2日，内蒙古新增本土确诊192例、无症状感染者741例，其中呼和浩特市确诊188例、无症状者730例，本轮疫情以来日增本土感染者首次超过900例。呼和浩特官方表示，10月25日以来，该市连续开展了几轮大规模核酸筛查，同时加大对高校学生、建筑工地工人、市场保供人员等重点人群的核酸筛查力度，集中发现了一批阳性感染者。从病毒流行特点看，呼和浩特后续疫情发展仍有不确定性，但该市将用最严的“管”实现有序的“放”。
11月3日，内蒙古自治区报告新增本土确诊病例239例，其中呼和浩特市238例（含1例由无症状感染者转为确诊病例）、鄂尔多斯市1例（在伊金霍洛旗）。
11月5日，内蒙古自治区报告新增本土确诊病例43例，其中呼和浩特市39例、锡林郭勒盟1例（在锡林浩特市）、鄂尔多斯市2例（均在准格尔旗）、乌海市1例（在海勃湾区）。
11月7日，内蒙古自治区报告新增本土确诊病例159例，其中呼和浩特市156例、包头市2例（昆都仑区1例、九原区1例）、鄂尔多斯市1例（在准格尔旗）。

### 2022年12月
12月1日，呼和浩特市决定有序恢复正常生产生活秩序，对疫情防控措施进行优化调整。核酸检测方面，低风险区由过去的24小时一检调整为48小时一检，长期居家老人、居家办公和学习人员、婴幼儿等无社会面活动人员，无外出需求可以不参加社区核酸筛查；对高风险区、隔离点、重点人群实行24小时一检。恢复公共交通服务，恢复服务业态经营。

## 事件
- 2022年10月27日，呼和浩特将安排驻呼高校学生分流返乡回家或隔离[430]。返乡规定要求学生上车前必须核酸和抗原检测阴性。但据部分网传文章显示，内蒙古工业大学部分学生在上车后检出阳性。部分学生称列车上人员拥挤，可能造成交叉感染。由于要将阳性人员转移下车，学生上车后四五小时列车仍未发车。许多学生在网上求助，引发网民同情，但相关话题很快被下架，文章也被删除[431]。内蒙古网信办工作人员称已经注意到相关情况，内蒙古工业大学宣传部也称将发布正式的情况说明。有内蒙古工业大学的学生表示此前网络上流传的一名学生发烧脑死亡的信息不实[432]。

- 2022年10月29日，网民發現呼和浩特市行政審批和政務服務局副局長李少莉在当天举行的疫情防控新聞發布會上，其佩戴的耳釘與脖子上的絲巾合計約3.4萬人民幣，引發争议。亦有网民指出，李少莉在新聞發佈會上的表現顯得乏善可陳，甚至有點令人失望和氣憤。对此，呼和浩特市紀委在10月31日回應，稱已經注意到網上反映的問題，並已介入調查，待調查結果出來後，會對外公佈。[433]

- 2022年11月3日，鄂尔多斯针对防疫发布一则通告：紧急情况时 您有权采取措施自救或紧急避险[434]，因其“人性化”引发舆论热议[435]。

- 2022年11月4日晚6時左右，內蒙古自治區呼和浩特市新城區北垣東街興光A9社區一單位女士跳樓，由於當地出現疫情，其所在社區樓棟外有一被焊上的鐵皮門，該女士的女兒在業主群裡哭求，讓物業將已焊上的鐵皮門打開。但物業遲10多分鐘後才開門，救護車則30多分鐘後才到，此時該女士已身亡。[436]6日，呼和浩特官方发布事發詳細時間過程，向逝者及家屬表示哀悼慰問，並稱將做好善後事宜，對事件中的相關責任人追責問責，依法處理。[437]另外呼和浩特市新冠肺炎疫情防控新闻发布会上通报，呼和浩特要求必须畅通应急通道、强化服务保障；不准对居民户门一封了之、单元门一锁了之、小区大门一关了之。单元门、隔离围挡只能通过张贴封条的方式进行封闭，坚决杜绝设置门锁、插销、挂钩等锁闭设施。市民如发现锁门情况，可拨打12345投诉举报，一经查实，严肃查处相关责任人。[438]
- 2022年11月13日，呼和浩特市卫健委接到群众举报称，在该市重点区域核酸检测中，内蒙古赛斯基因科技有限公司错报核酸检测结果，将部分群众的核酸检测阴性结果反馈为阳性。相关数据其后得到更正，而卫健系统也决定依法停止该机构的执业活动[439]，公司法人署某及员工姜某已依法采取刑事强制措施，案件正在进一步侦办中。[440]另外乌兰察布市集宁区一市民举报其家属在没有参加核酸采样的情况下，却查询到了核酸检测结果。集宁区疫情防控指挥部执纪监督组初步核实该问题属网格人员违规操作造成，并表示将从严从快调查处理。[441]
- 2022年12月3日，内蒙古包头市九原区疫情防控指挥部收到群众投诉，12月2日石家庄冰缘医学检验实验室有限公司核酸检测结果同时出现阴性和阳性两个结果。九原区官方表示，12月2日核酸检测同时显示阴性和阳性两个结果，且阳性结果未显示采样时间，则该阳性结果为无效记录；因上述情况导致健康码转为红码人员，凭此通告可正常出入各类场所，九原区已对接有关部门予以转码。九原区卫健部门已依法暂停该机构在九原区的执业活动，公安部门已介入调查。[442]